# Lista monumentelor istorice din județul Suceava

Simbol utilizat în România pentru monumentele istorice

Lista monumentelor istorice din județul Suceava cuprinde monumentele istorice din județul Suceava înscrise în Patrimoniul cultural național al României. Lista completă este menținută și actualizată periodic de către Ministerul Culturii, Cultelor și Patrimoniului Național din România, ultima versiune datând din anul 2010.

| Cod LMI                                             | Denumire                                                                                      | Localitate                                            | Localizare | Datare, Creatori                            | Imagine               | Erori             |
| --------------------------------------------------- | --------------------------------------------------------------------------------------------- | ----------------------------------------------------- | --- | ------------------------------------------- | --------------------- | ----------------- |
| SV-I-s-A-05389 (RAN: 146272.01)                     | Cetatea Șcheia-Suceava                                                                        | municipiul Suceava                                    | „Dealul Șeptilici”, la marginea de NV a orașului                                                                           | sf. sec. XIV                                | Alte imagini          | Raportează eroare |
| SV-I-s-A-05390 (RAN: 146272.10)                     | Platoul din fața Cetății de Scaun                                                             | municipiul Suceava                                    | „Câmpul Șanțurilor”, la marginea de E a orașului și pantele de N ale dealului                                              | Sec. XIV-XVII                               | Încarcă foto \| video | Raportează eroare |
| SV-I-s-A-05391 (RAN: 146272.03)                     | Situl arheologic „Vechiul centru medieval Suceava”                                            | municipiul Suceava                                    | Zona cuprinsă de str. P. Rareș (N), A. Ipătescu (E), N. Bălcescu (S), Ștefan cel Mare (V)                                  |                                             |                       | Raportează eroare |
| SV-I-m-A-05391.01 (RAN: 146272.03.01)               | Ansamblul Curții Domnești                                                                     | municipiul Suceava                                    | Zona cuprinsă de str. P. Rareș (N), A. Ipătescu (E), N. Bălcescu (S), Ștefan cel Mare (V)                                  | Sec. XIV-XIX                                | Alte imagini          | Raportează eroare |
| SV-I-m-A-05391.02 (RAN: 146272.03.02)               | Vechiul centru medieval al orașului Suceava                                                   | municipiul Suceava                                    | Zona cuprinsă de str. P. Rareș (N), A. Ipătescu (E), N. Bălcescu (S), Ștefan cel Mare (V)                                  | Sec. XIV-XIX                                | Încarcă foto \| video | Raportează eroare |
| SV-I-s-A-05392 (RAN: 146272.04)                     | Situl arheologic „Orașul medieval Suceava”                                                    | municipiul Suceava                                    | Zona cuprinsă între Str. Cetății, Luca Arbore, Ștefăniță Vodă                                                              |                                             | Încarcă foto \| video | Raportează eroare |
| SV-I-m-A-05392.01 (RAN: 146272.04.01)               | Vatra orașului medieval Suceava                                                               | municipiul Suceava                                    | Zona cuprinsă între Str. Cetății, Luca Arbore, Ștefăniță Vodă                                                              | Sec. XIII-XVII                              | Încarcă foto \| video | Raportează eroare |
| SV-I-m-A-05392.02 (RAN: 146272.04.02)               | Fortificația premușatină                                                                      | municipiul Suceava                                    | Zona cuprinsă între Str. Cetății, Luca Arbore, Ștefăniță Vodă                                                              | sec. XIII - XIV și XVII                     | Încarcă foto \| video | Raportează eroare |
| SV-I-s-A-05393 (RAN: 146879.01)                     | Ansamblul curții boierești a Arboreștilor                                                     | sat Arbore; comuna Arbore                             | „La Movileanca”, la cca. 75 m SE de biserică                                                                               | Epoca medievală                             | Încarcă foto \| video | Raportează eroare |
| SV-I-s-A-05394 (RAN: 146879.02)                     | Curte boierească                                                                              | sat Arbore; comuna Arbore                             | „La Saghieni” la confluența pâraelor Clit și Saca                                                                          | Sec. XV                                     | Încarcă foto \| video | Raportează eroare |
| SV-I-s-B-05395 (RAN: 146913.01)                     | Situl arheologic de la Baia                                                                   | sat Baia; comuna Baia                                 | „Cetățuia” la 2 km SV de sat 47.39833°N 26.23472°E                                                                         |                                             | Încarcă foto \| video | Raportează eroare |
| SV-I-m-B-05395.01 (RAN: 146913.01.02)               | Așezare                                                                                       | sat Baia; comuna Baia                                 | „Cetățuia” la 2 km SV de sat 47.39833°N 26.23472°E                                                                         | Epoca bronzului                             | Încarcă foto \| video | Raportează eroare |
| SV-I-m-B-05395.02 (RAN: 146913.01.01)               | Așezare                                                                                       | sat Baia; comuna Baia                                 | „Cetățuia” la 2 km SV de sat 47.39833°N 26.23472°E                                                                         | Neolitic                                    | Încarcă foto \| video | Raportează eroare |
| SV-I-s-A-05396 (RAN: 146940.02)                     | Ruinele bisericii „Sf. Procopie-Milișăuți”                                                    | oraș Milișăuți                                        | La limita satelor Bădeuți și Mișlăuți, pct. „Vatra satului”, lângă biserica de lemn actuală 47.8001°N 25.99906°E           | 1487                                        | Alte imagini          | Raportează eroare |
| SV-I-s-A-05397 (RAN: 148934.01)                     | Ruinele curții logofătului Ioan Tăutu                                                         | sat Bălinești; comuna Grămești                        | La 80 m E de biserica „Sf. Nicolae”                                                                                        | Sec. XV-XVI                                 | Încarcă foto \| video | Raportează eroare |
| SV-I-s-B-05398 (RAN: 147081.01)                     | Necropola tumulară de la Boroaia, punct „La Tolan”                                            | sat Boroaia; comuna Boroaia                           | „La Tolan” la 500 m S de sat                                                                                               | sec. III - IV                               | Încarcă foto \| video | Raportează eroare |
| SV-I-s-B-05399 (RAN: 147143.01)                     | Situl arheologic de la Bosanci, punct „La pod, la Rediu”                                      | sat Bosanci; comuna Bosanci                           | „La pod, la Rediu” pe șos. Suceava- Pașcani, la 5 km de sat                                                                |                                             | Încarcă foto \| video | Raportează eroare |
| SV-I-m-B-05399.01 (RAN: 147143.01.02)               | Necropolă                                                                                     | sat Bosanci; comuna Bosanci                           | „La pod, la Rediu” pe șos. Suceava- Pașcani, la 5 km de sat                                                                | sec. IV - III a. Chr.                       | Încarcă foto \| video | Raportează eroare |
| SV-I-m-B-05399.02 (RAN: 147143.01.01)               | Așezare                                                                                       | sat Bosanci; comuna Bosanci                           | „La pod, la Rediu” pe șos. Suceava- Pașcani, la 5 km de sat                                                                | Neolitic                                    | Încarcă foto \| video | Raportează eroare |
| SV-I-s-B-05400 (RAN: 147170.01)                     | Situl arheologic de la Botoșana, punct „Săliște”                                              | sat Botoșana; comuna Botoșana                         | „Săliște” la cca. 300 m SV de satul Comănești                                                                              |                                             | Încarcă foto \| video | Raportează eroare |
| SV-I-m-B-05400.01 (RAN: 147170.01.01, 147170.01.03) | Așezarea de la „Săliște”                                                                      | sat Botoșana; comuna Botoșana                         | „Săliște” la cca. 300 m SV de satul Comănești                                                                              | Sec. XV-XVI                                 | Încarcă foto \| video | Raportează eroare |
| SV-I-m-B-05400.02 (RAN: 147170.01.02)               | Așezarea de la „Săliște”                                                                      | sat Botoșana; comuna Botoșana                         | „Săliște” la cca. 300 m SV de satul Comănești                                                                              | Sec. IV                                     | Încarcă foto \| video | Raportează eroare |
| SV-I-m-B-05400.03                                   | Așezarea de la „Săliște”                                                                      | sat Botoșana; comuna Botoșana                         | „Săliște” la cca. 300 m SV de satul Comănești                                                                              | Epoca bronzului târziu, Cultura Noua        | Încarcă foto \| video | Raportează eroare |
| SV-I-s-B-05401 (RAN: 147170.02)                     | Stațiunea arheologică de la Botoșana, punct „Săliște”                                         | sat Botoșana; comuna Botoșana                         | „Săliște” 500 m N de grajdurile fostului CAP                                                                               |                                             | Încarcă foto \| video | Raportează eroare |
| SV-I-m-B-05401.01 (RAN: 147170.02.03)               | Așezarea de la Botoșana                                                                       | sat Botoșana; comuna Botoșana                         | „Săliște” 500 m N de grajdurile CAP                                                                                        | Sec. XIV-XV                                 | Încarcă foto \| video | Raportează eroare |
| SV-I-m-B-05401.02 (RAN: 147170.02.02)               | Așezarea de la „Săliște”                                                                      | sat Botoșana; comuna Botoșana                         | „Săliște” 500 m N de grajdurile fostului CAP                                                                               | Sec. VI                                     | Încarcă foto \| video | Raportează eroare |
| SV-I-m-B-05401.03 (RAN: 147170.02.01)               | Așezarea de la „Săliște”                                                                      | sat Botoșana; comuna Botoșana                         | „Săliște” 500 m N de grajdurile fostului CAP                                                                               | sec. IV - II a. Chr.                        | Încarcă foto \| video | Raportează eroare |
| SV-I-s-B-05402 (RAN: 148408.01)                     | Necropola tumulară de la Broșteni, punct „Valea Morii”                                        | sat Broșteni; comuna Drăgușeni                        | „Valea Morii”, pe drumul Broșteni -Tătărași                                                                                | Epoca bronzului, Cultura Iamnaia            | Încarcă foto \| video | Raportează eroare |
| SV-I-s-B-05403 (RAN: 148024.01)                     | Situl arheologic de la Budeni                                                                 | sat Budeni; oraș Dolhasca                             | „La Canton” la cca. 200-250 m de cantonul silvic                                                                           |                                             | Încarcă foto \| video | Raportează eroare |
| SV-I-m-B-05403.01 (RAN: 148024.01.05)               | Așezare                                                                                       | sat Budeni; oraș Dolhasca                             | „La Canton” la cca. 200-250 m de cantonul silvic                                                                           | Sec. VI-VII                                 | Încarcă foto \| video | Raportează eroare |
| SV-I-m-B-05403.02 (RAN: 148024.01.04)               | Așezare                                                                                       | sat Budeni; oraș Dolhasca                             | „La Canton” la cca. 200-250 m de cantonul silvic                                                                           | sec. I                                      | Încarcă foto \| video | Raportează eroare |
| SV-I-m-B-05403.03 (RAN: 148024.01.03)               | Așezare                                                                                       | sat Budeni; oraș Dolhasca                             | „La Canton” la cca. 200-250 m de cantonul silvic                                                                           | sec. III - II a. Chr.                       | Încarcă foto \| video | Raportează eroare |
| SV-I-m-B-05403.04 (RAN: 148024.01.02)               | Așezare                                                                                       | sat Budeni; oraș Dolhasca                             | „La Canton” la cca. 200-250 m de cantonul silvic                                                                           | sec. IV a. Chr.                             | Încarcă foto \| video | Raportează eroare |
| SV-I-m-B-05403.05 (RAN: 148024.01.01)               | Așezare                                                                                       | sat Budeni; oraș Dolhasca                             | „La Canton” la cca. 200-250 m de cantonul silvic                                                                           | Neolitic                                    | Încarcă foto \| video | Raportează eroare |
| SV-I-s-B-05404 (RAN: 151148.01)                     | Necropola tumulară de la Burla                                                                | sat Burla; comuna Burla                               | „Dealul Burlei” la marginea de NE a satului                                                                                | sec. XI - X a. Chr.                         | Încarcă foto \| video | Raportează eroare |
| SV-I-s-B-05405 (RAN: 147544.01)                     | Exploatare neolitică a sării                                                                  | sat Cacica; comuna Cacica                             | „Salina Cacica”, în curtea întreprinderii, pe latura de N și zona înconjurătoare                                           | Eneolitic, Cultura Cucuteni                 |                       | Raportează eroare |
| SV-I-s-B-05406 (RAN: 147973.01)                     | Fortificație cu val de pământ                                                                 | sat Călinești-Enache; comuna Dărmănești               | „Dealul Zamca”, la cca. 500 m E de sat                                                                                     | Sec. XIII-XV                                | Încarcă foto \| video | Raportează eroare |
| SV-I-s-B-05407 (RAN: 147651.01)                     | Necropola tumulară de la Codru                                                                | sat Codru; oraș Cajvana                               | „La Boroghia”, la 2 km N de sat                                                                                            | sec. VI - V a. Chr.                         | Încarcă foto \| video | Raportează eroare |
| SV-I-m-B-05408 (RAN: 147376.01)                     | Inscripții runice                                                                             | sat Cotârgași; oraș Broșteni                          | „Dealul Goia”, la 4 km de sat                                                                                              | Sec. XI-XII                                 | Încarcă foto \| video | Raportează eroare |
| SV-I-s-B-05409 (RAN: 148104.01)                     | Necropola de Dolheștii Mari                                                                   | sat Dolheștii Mari; comuna Dolhești                   | „La Todoreasa”, la marginea de V a satului                                                                                 | sec. IV                                     | Încarcă foto \| video | Raportează eroare |
| SV-I-s-A-05410 (RAN: 148104.02)                     | Ruinele curții boierești a lui Șendrea                                                        | sat Dolheștii Mari; comuna Dolhești                   | „Lângă școală”, la cca. 100 m de biserică                                                                                  | Sec. XV                                     | Încarcă foto \| video | Raportează eroare |
| SV-I-s-A-05411 (RAN: 148364.01)                     | Ansamblul curții boierești a lui Ion Drăgoi (ruine)                                           | sat Drăgoiești; comuna Drăgoiești                     | „În luncă”, la 200 m N de grajdurile fostului C.A.P., pe pârâul Ciuciulea                                                  | Sec. XV                                     | Încarcă foto \| video | Raportează eroare |
| SV-I-m-A-05411.01 (RAN: 148364.01.02)               | Ruinele curții boierești a lui Ion Drăgoi                                                     | sat Drăgoiești; comuna Drăgoiești                     | „În luncă”, la 200 m N de grajdurile C.A.P., pe pârâul Ciuciulea                                                           | Ante 1512                                   | Încarcă foto \| video | Raportează eroare |
| SV-I-m-A-05411.02 (RAN: 148364.01.01)               | Ruine biserică                                                                                | sat Drăgoiești; comuna Drăgoiești                     | „În luncă”, la 200 m N de grajdurile C.A.P., pe pârâul Ciuciulea                                                           | Ante 1512                                   | Încarcă foto \| video | Raportează eroare |
| SV-I-s-B-05412 (RAN: 148391.01)                     | Așezare                                                                                       | sat Drăgușeni; comuna Drăgușeni                       | „La Cetățuie”, dealul Bocăneț, la cca. 2 km E de sat                                                                       | Neolitic, Cultura Cucuteni, faza B          | Încarcă foto \| video | Raportează eroare |
| SV-I-s-B-05413 (RAN: 150828.01)                     | Ruinele curții boierești de la Fântâna Mare, punct „La Temelie”                               | sat Fântâna Mare; comuna Fântâna Mare                 | „La Temelie”, la DN20, la km 405, la intersecția cu drumul spre Piatra Neamț                                               | Sec. XV-XVI                                 | Încarcă foto \| video | Raportează eroare |
| SV-I-m-B-05413.01 (RAN: 150828.01.02)               | Case                                                                                          | sat Fântâna Mare; comuna Fântâna Mare                 | „La Temelie”, la DN20, la km 405, la intersecția drumului spre Piatra Neamț                                                | Sec. XV-XVI                                 | Încarcă foto \| video | Raportează eroare |
| SV-I-m-B-05413.02 (RAN: 150828.01.01)               | Ruine biserică                                                                                | sat Fântâna Mare; comuna Fântâna Mare                 | „La Temelie”, la DN20, la km 405, la intersecția drumului spre Piatra Neamț                                                | Sec. XV-XVI                                 | Încarcă foto \| video | Raportează eroare |
| SV-I-s-A-05414 (RAN: 147107.01)                     | Ruinele bisericii de la Giulești                                                              | sat Giulești; comuna Boroaia                          | La limita județului, între râul Moldova și loc. Râșca                                                                      | Sec. XIV                                    | Încarcă foto \| video | Raportează eroare |
| SV-I-s-B-05415 (RAN: 146593.01)                     | Fortificația de la Gura Humorului                                                             | oraș Gura Humorului                                   | „Pădurea Bogdăneasa”, la E de oraș, cca. 300 m în dreptul șoselei naționale                                                | Sec. XVIII                                  | Încarcă foto \| video | Raportează eroare |
| SV-I-s-B-05416 (RAN: 149110.01)                     | Necropola tumulară de la Horodnic de Jos                                                      | sat Horodnic de Jos; comuna Horodnic de Jos           | „Dealul Colnic”, la cca. 600 m de Primărie                                                                                 | Epoca bronzului                             | Încarcă foto \| video | Raportează eroare |
| SV-I-s-B-05417 (RAN: 149110.02)                     | Ruinele mănăstirii Horodnic                                                                   | sat Horodnic de Jos; comuna Horodnic de Jos           | „La Călugărița”, la cca. 150 m de biserica de lemn                                                                         | Sec. XIV-XV                                 | Încarcă foto \| video | Raportează eroare |
| SV-I-s-B-05418 (RAN: 149129.03)                     | Fortificație de pământ                                                                        | sat Horodnic de Sus; comuna Horodnic de Sus           | La cca. 2 km SE spre Sucevița                                                                                              | Sec. XV                                     | Încarcă foto \| video | Raportează eroare |
| SV-I-s-B-05419 (RAN: 149012.01)                     | Fortificație cu val de pământ                                                                 | sat Iacobești; comuna Grănicești                      | „Dealul Ocup”, la cca. 3 km de Iacobești                                                                                   | Sec. XV                                     | Încarcă foto \| video | Raportează eroare |
| SV-I-s-B-05420 (RAN: 149236.01)                     | Situl arheologic de la Liteni                                                                 | oraș Liteni                                           | „La Humărie”, în vatra satului                                                                                             | sec. I a. Chr. - II p. Chr.                 | Încarcă foto \| video | Raportează eroare |
| SV-I-s-B-05421 (RAN: 148710.01)                     | Situl arheologic de la Măneuți                                                                | sat Măneuți; comuna Frătăuții Vechi                   | „La Mâlitură”, pe terasa inferioară a râului Suceava                                                                       | Sec. XV                                     | Încarcă foto \| video | Raportează eroare |
| SV-I-s-B-05422 (RAN: 151200.01)                     | Fortificația de la Merești                                                                    | sat Merești; comuna Vulturești                        | „Dealul Cetate”, la S de sat                                                                                               | sec. IV a. Chr.                             | Încarcă foto \| video | Raportează eroare |
| SV-I-s-B-05423 (RAN: 146469.01)                     | Situl arheologic de la Mihoveni                                                               | sat Mihoveni; comuna Șcheia                           | „Cahla Morii” la 2 km de sat 47.6725°N 26.22528°E                                                                          |                                             | Încarcă foto \| video | Raportează eroare |
| SV-I-m-B-05423.01 (RAN: 146469.01.04)               | Așezare                                                                                       | sat Mihoveni; comuna Șcheia                           | „Cahla Morii” la 2 km de sat 47.6725°N 26.22528°E                                                                          | Sec. XIII-XV                                | Încarcă foto \| video | Raportează eroare |
| SV-I-m-B-05423.02 (RAN: 146469.01.06)               | Așezare                                                                                       | sat Mihoveni; comuna Șcheia                           | „Cahla Morii” la 2 km de sat 47.6725°N 26.22528°E                                                                          | sec. III - II a. Chr.                       | Încarcă foto \| video | Raportează eroare |
| SV-I-m-B-05423.03 (RAN: 146469.01.07)               | Așezare                                                                                       | sat Mihoveni; comuna Șcheia                           | „Cahla Morii” la 2 km de sat 47.6725°N 26.22528°E                                                                          | Eneolitic, Cultura Cucuteni                 | Încarcă foto \| video | Raportează eroare |
| SV-I-m-B-05423.04 (RAN: 146469.01.0)                | Așezare                                                                                       | sat Mihoveni; comuna Șcheia                           | „Cahla Morii” la 2 km de sat 47.6725°N 26.22528°E                                                                          | sec. III - II a. Chr.                       | Încarcă foto \| video | Raportează eroare |
| SV-I-s-B-05424 (RAN: 146986.01)                     | Ansamblul curții boierești de la Milișăuți (ruine)                                            | oraș Milișăuți                                        | „În cimitir”, la 100 m SV de ruinele bisericii lui Ștefan cel Mare (la limita cu satul Bădeuți)                            | Sec. XIV-XV                                 | Încarcă foto \| video | Raportează eroare |
| SV-I-s-B-05425 (RAN: 146334.01)                     | Situl arheologic de la Mitocu Dragomirnei                                                     | sat Mitocu Dragomirnei; comuna Mitocu Dragomirnei     | „La Stratulat” pe pârâul Hranița, la cca. 500 m E de stația de epurare a apei Lipoveni                                     |                                             | Încarcă foto \| video | Raportează eroare |
| SV-I-m-B-05425.01 (RAN: 146334.01.06)               | Așezare                                                                                       | sat Mitocu Dragomirnei; comuna Mitocu Dragomirnei     | „La Stratulat” pe pârâul Hranița, la cca. 500 m E de stația de epurare a apei Lipoveni                                     | Sec. V-VI                                   | Încarcă foto \| video | Raportează eroare |
| SV-I-m-B-05425.02 (RAN: 146334.01.05)               | Așezare                                                                                       | sat Mitocu Dragomirnei; comuna Mitocu Dragomirnei     | „La Stratulat” pe pârâul Hranița, la cca. 500 m E de stația de epurare a apei Lipoveni                                     | sec. IV                                     | Încarcă foto \| video | Raportează eroare |
| SV-I-m-B-05425.03 (RAN: 146334.01.04)               | Așezare                                                                                       | sat Mitocu Dragomirnei; comuna Mitocu Dragomirnei     | „La Stratulat” pe pârâul Hranița, la cca. 500 m E de stația de epurare a apei Lipoveni                                     | sec. III - II a. Chr.                       | Încarcă foto \| video | Raportează eroare |
| SV-I-m-B-05425.04 (RAN: 146334.01.03)               | Așezare                                                                                       | sat Mitocu Dragomirnei; comuna Mitocu Dragomirnei     | „La Stratulat” pe pârâul Hranița, la cca. 500 m E de stația de epurare a apei Lipoveni                                     | Hallstatt                                   | Încarcă foto \| video | Raportează eroare |
| SV-I-m-B-05425.05                                   | Așezare                                                                                       | sat Mitocu Dragomirnei; comuna Mitocu Dragomirnei     | „La Stratulat” pe pârâul Hranița, la cca. 500 m E de stația de epurare a apei Lipoveni                                     | Epoca bronzului                             | Încarcă foto \| video | Raportează eroare |
| SV-I-m-B-05425.06 (RAN: 146334.01.01)               | Așezare                                                                                       | sat Mitocu Dragomirnei; comuna Mitocu Dragomirnei     | „La Stratulat” pe pârâul Hranița, la cca. 500 m E de stația de epurare a apei Lipoveni                                     | Neolitic                                    | Încarcă foto \| video | Raportează eroare |
| SV-I-s-B-05426                                      | Necropola de la Moara                                                                         | sat Moara; comuna Moara                               | Pe terenul de sport al școlii generale                                                                                     | sec. IV a. Chr.                             | Încarcă foto \| video | Raportează eroare |
| SV-I-s-A-05427 (RAN: 150551.01)                     | Ruinele curții logofătului Gavril Trotușan de la Părhăuți                                     | sat Părhăuți; comuna Todirești                        | „Pe beci”, la cca. 150 m de școală                                                                                         | Sec. XV-XVI, Latène târziu                  | Încarcă foto \| video | Raportează eroare |
| SV-I-s-B-05428 (RAN: 150551.02)                     | Necropola tumulară de la Părhăuți                                                             | sat Părhăuți; comuna Todirești                        | „Poiana”, Dealul lui Ivan, la cca. 1,9 km de sat                                                                           | sec. II - III p. Chr.                       | Încarcă foto \| video | Raportează eroare |
| SV-I-s-B-05429 (RAN: 147492.01)                     | Necropola de incinerație de la Podeni                                                         | sat Podeni; comuna Bunești                            | În vatra satului, în curtea cetățeanului Modest Croitorul                                                                  | sec. III                                    | Încarcă foto \| video | Raportează eroare |
| SV-I-s-B-05430 (RAN: 149977.01)                     | Situl arheologic de la Preutești, punct „Cetățuia”                                            | sat Preutești; comuna Preutești                       | „Cetățuia”, pe pârâul Brana la 5 km de centrul satului                                                                     |                                             | Încarcă foto \| video | Raportează eroare |
| SV-I-m-B-05430.01 (RAN: 149977.01.02)               | Fortificație                                                                                  | sat Preutești; comuna Preutești                       | „Cetățuia”, pe pârâul Brana la 5 km de centrul satului                                                                     | sec. XII - X a. Chr.                        | Încarcă foto \| video | Raportează eroare |
| SV-I-m-B-05430.02 (RAN: 149977.01.01)               | Așezare                                                                                       | sat Preutești; comuna Preutești                       | „Cetățuia”, Pe pârâul Brana la 5 km de centrul satului                                                                     | Neolitic, Cultura Cucuteni, faza A, B și AB | Încarcă foto \| video | Raportează eroare |
| SV-I-s-B-05431 (RAN: 149977.02)                     | Așezarea de la Preutești, punct „La haltă”                                                    | sat Preutești; comuna Preutești                       | „La Haltă”, în vatra satului la halta CFR                                                                                  | Neolitic, Cultura Cucuteni, faze A, B       | Încarcă foto \| video | Raportează eroare |
| SV-I-s-B-05432 (RAN: 150089.01)                     | Situl arheologic de la Rădășeni, punct „Dealul Cetății”                                       | sat Rădășeni; comuna Rădășeni                         | „Dealul Cetății”, la cca. 1 km SE de sat                                                                                   |                                             | Încarcă foto \| video | Raportează eroare |
| SV-I-m-B-05432.01 (RAN: 150089.01.03)               | Așezare                                                                                       | sat Rădășeni; comuna Rădășeni                         | „Dealul Cetății”, la cca. 1 km SE de sat                                                                                   | Hallstatt                                   | Încarcă foto \| video | Raportează eroare |
| SV-I-m-B-05432.02 (RAN: 150089.01.02)               | Așezare                                                                                       | sat Rădășeni; comuna Rădășeni                         | „Dealul Cetății”, la cca. 1 km SE de sat                                                                                   | Epoca bronzului                             | Încarcă foto \| video | Raportează eroare |
| SV-I-m-B-05432.03 (RAN: 150089.01.01)               | Așezare                                                                                       | sat Rădășeni; comuna Rădășeni                         | „Dealul Cetății”, la cca. 1 km SE de sat                                                                                   | Neolitic, Cultura Cucuteni fazele A și B    | Încarcă foto \| video | Raportează eroare |
| SV-I-s-B-05433 (RAN: 146478.02)                     | Situl arheologic de la Sfântu Ilie                                                            | sat Sfântu Ilie; comuna Șcheia                        | „Siliște”, la cca. 500 m N de biserică                                                                                     |                                             | Încarcă foto \| video | Raportează eroare |
| SV-I-m-B-05433.01 (RAN: 146478.02.04)               | Așezarea de la „Siliște”                                                                      | sat Sfântu Ilie; comuna Șcheia                        | „Siliște”, la cca. 500 m N de biserică                                                                                     | sec. II - IV                                | Încarcă foto \| video | Raportează eroare |
| SV-I-m-B-05433.02 (RAN: 146478.02.03)               | Așezarea de la „Siliște”                                                                      | sat Sfântu Ilie; comuna Șcheia                        | „Siliște”, la cca. 500 m N de biserică                                                                                     | sec. III - II a. Chr.                       | Încarcă foto \| video | Raportează eroare |
| SV-I-m-B-05433.03 (RAN: 146478.02.02)               | Așezarea de la „Siliște”                                                                      | sat Sfântu Ilie; comuna Șcheia                        | „Siliște”, la cca. 500 m N de biserică                                                                                     | Epoca bronzului                             | Încarcă foto \| video | Raportează eroare |
| SV-I-m-B-05433.04 (RAN: 146478.02.01)               | Așezarea de la „Siliște”                                                                      | sat Sfântu Ilie; comuna Șcheia                        | „Siliște”, la cca. 500 m N de biserică                                                                                     | Eneolitic, Cultura Cucuteni                 | Încarcă foto \| video | Raportează eroare |
| SV-I-s-B-05434 (RAN: 146664.01)                     | Situl arheologic de la Siret, punct „Dealul Horodiște”                                        | oraș Siret                                            | „Dealul Horodiște” actualul cimitir evreiesc                                                                               |                                             | Încarcă foto \| video | Raportează eroare |
| SV-I-m-B-05434.01 (RAN: 146664.01.01)               | Așezare                                                                                       | oraș Siret                                            | „Dealul Horodiște” actualul cimitir evreiesc                                                                               | Sec. XIV-XVII                               | Încarcă foto \| video | Raportează eroare |
| SV-I-m-B-05434.02 (RAN: 146664.01.02)               | Așezare                                                                                       | oraș Siret                                            | „Dealul Horodiște” actualul cimitir evreiesc                                                                               | Neolitic, Cultura Cucuteni, faza B          | Încarcă foto \| video | Raportează eroare |
| SV-I-s-A-05435 (RAN: 146664.02)                     | Situl arheologic de la Siret, punct „Dealul Ruină”                                            | oraș Siret                                            | „Dealul Ruină”, la cca. 500 m N de oraș                                                                                    |                                             | Încarcă foto \| video | Raportează eroare |
| SV-I-m-A-05435.01 (RAN: 146664.02.02)               | Așezare                                                                                       | oraș Siret                                            | „Dealul Ruină”, la cca. 500 m N de oraș 47.06805°N 26.00194°E                                                              | Hallstatt                                   | Încarcă foto \| video | Raportează eroare |
| SV-I-m-A-05435.02 (RAN: 146664.02.03)               | Așezare                                                                                       | oraș Siret                                            | „Dealul Ruină”, la cca. 500 m N de oraș 47.06805°N 26.00194°E                                                              | Epoca bronzului                             | Încarcă foto \| video | Raportează eroare |
| SV-I-m-A-05435.03 (RAN: 146664.02.01)               | Așezare                                                                                       | oraș Siret                                            | „Dealul Ruină”, la cca. 500 m N de oraș 47.06805°N 26.00194°E                                                              | Neolitic, Cultura Cucuteni, faza B          | Încarcă foto \| video | Raportează eroare |
| SV-I-s-A-05436 (RAN: 146664.03)                     | Situl arheologic de la Siret, punct „Dealul Sasca”                                            | oraș Siret                                            | „Dealul Sasca” la cca. 300 m S de oraș pe șoseaua E20                                                                      | Sec. XIV-XVII                               | Încarcă foto \| video | Raportează eroare |
| SV-I-s-B-05437 (RAN: 146717.01)                     | Situl arheologic de la Solca                                                                  | oraș Solca                                            | „Slatina Mare”, la cca. 3 km N de localitate 47.73333°N 25.86667°E                                                         | Neolitic, Cultura Cucuteni, faza B          | Încarcă foto \| video | Raportează eroare |
| SV-I-s-B-05438 (RAN: 146441.01)                     | Situl arheologic de la Șcheia, punct „Siliște”                                                | sat Șcheia; comuna Șcheia                             | „Siliște”, la cca. 150 m de drumul național, pe malul stâng al pârâului Șcheianca                                          |                                             | Încarcă foto \| video | Raportează eroare |
| SV-I-m-B-05438.01 (RAN: 146441.01.02)               | Așezare                                                                                       | sat Șcheia; comuna Șcheia                             | „Siliște”, la cca. 150 m de drumul național, pe malul stâng al pârâului Șcheianca                                          | Sec. XV-XVII                                | Încarcă foto \| video | Raportează eroare |
| SV-I-m-B-05438.02 (RAN: 146441.01.01)               | Așezare                                                                                       | sat Șcheia; comuna Șcheia                             | „Siliște”, la cca. 150 m de drumul național, pe malul stâng al pârâului Șcheianca                                          | sec. II - III                               | Încarcă foto \| video | Raportează eroare |
| SV-I-m-B-05438.03 (RAN: 146441.01.03)               | Așezare                                                                                       | sat Șcheia; comuna Șcheia                             | „Siliște”, la cca. 150 m de drumul național, pe malul stâng al pârâului Șcheianca                                          | sec. III - II a. Chr.                       | Încarcă foto \| video | Raportează eroare |
| SV-I-m-B-05438.04 (RAN: 146441.01.04)               | Așezare                                                                                       | sat Șcheia; comuna Șcheia                             | „Siliște”, la cca. 150 m de drumul național, pe malul stâng al pârâului Șcheianca                                          | Epoca bronzului, Cultura Noua               | Încarcă foto \| video | Raportează eroare |
| SV-I-m-B-05438.05 (RAN: 146441.01.05)               | Așezare                                                                                       | sat Șcheia; comuna Șcheia                             | „Siliște”, la cca. 150 m de drumul național, pe malul stâng al pârâului Șcheianca                                          | Neolitic, Cultura amforelor sferice         | Încarcă foto \| video | Raportează eroare |
| SV-I-s-B-05439 (RAN: 150533.01)                     | Necropola tumulară de la Todirești                                                            | sat Todirești; comuna Todirești                       | La 250 m SE de pădure | sec. II - III p. Chr.                       | Încarcă foto \| video | Raportează eroare |
| SV-I-s-B-05440 (RAN: 150533.02)                     | Curtea boierească de la Todirești, punct „Siliște”                                            | sat Todirești; comuna Todirești                       | „Siliște”, la 100 m E de grădina de legume 47.695°N 26.04194°E                                                             |                                             | Încarcă foto \| video | Raportează eroare |
| SV-I-m-B-05440.01 (RAN: 150533.02.01)               | Case (ruine)                                                                                  | sat Todirești; comuna Todirești                       | „Siliște”, la 100 m E de grădina de legume 47.695°N 26.04194°E                                                             | Sec. XV-XVI                                 | Încarcă foto \| video | Raportează eroare |
| SV-I-m-B-05440.02 (RAN: 150533.02.02)               | Biserică (ruine)                                                                              | sat Todirești; comuna Todirești                       | „Siliște”, la 100 m E de grădina de legume 47.695°N 26.04194°E                                                             | Sec. XV-XVI                                 | Încarcă foto \| video | Raportează eroare |
| SV-I-s-B-05441 (RAN: 150597.01)                     | Situl arheologic de la Udești, punct „La Cânepiște”                                           | sat Udești; comuna Udești                             | „La Cânepiște”, la cca. 500 m N de grajdurile CAP                                                                          |                                             | Încarcă foto \| video | Raportează eroare |
| SV-I-m-B-05441.01 (RAN: 150597.01.02)               | Așezare                                                                                       | sat Udești; comuna Udești                             | „La Cânepiște”, la cca. 500 m N de grajdurile CAP                                                                          | Sec. XV                                     | Încarcă foto \| video | Raportează eroare |
| SV-I-m-B-05441.02 (RAN: 150597.01.03)               | Necropolă                                                                                     | sat Udești; comuna Udești                             | „La Cânepiște”, la cca. 500 m N de grajdurile CAP                                                                          | Sec. XV                                     | Încarcă foto \| video | Raportează eroare |
| SV-I-m-B-05441.03 (RAN: 150597.01.01)               | Așezare                                                                                       | sat Udești; comuna Udești                             | „La Cânepiște”, la cca. 500 m N de grajdurile CAP                                                                          | Sec. VI-VII                                 | Încarcă foto \| video | Raportează eroare |
| SV-I-s-B-05442 (RAN: 150908.01)                     | Necropola tumulară de la Valea Moldovei                                                       | sat Valea Moldovei; comuna Valea Moldovei             | La cca. 50 m de Căminul Cultural                                                                                           | sec. III - IV                               | Încarcă foto \| video | Raportează eroare |
| SV-I-s-B-05443 (RAN: 149815.01)                     | Situl arheologic de la Varvata                                                                | sat Varvata; comuna Ilișești                          | „Dealul Cetățuica”, la cca. 500 m SE de cătun                                                                              |                                             | Încarcă foto \| video | Raportează eroare |
| SV-I-m-B-05443.01 (RAN: 149815.01.02)               | Așezarea de pe „Dealul Cetățuica”                                                             | sat Varvata; comuna Ilișești                          | „Dealul Cetățuica”, la cca. 500 m SE de cătunul                                                                            | sec. XI - X a. Chr.                         | Încarcă foto \| video | Raportează eroare |
| SV-I-m-B-05443.02 (RAN: 149815.01.01)               | Așezarea de pe „Dealul Cetățuica”                                                             | sat Varvata; comuna Ilișești                          | „Dealul Cetățuica”, la cca. 500 m SE de cătunul                                                                            | Neolitic, Cultura Cucuteni, faza B          | Încarcă foto \| video | Raportează eroare |
| SV-I-s-B-05444 (RAN: 151139.01)                     | Ansamblul curții boierești a lui Giurgiu de la Volovăț                                        | sat Volovăț; comuna Volovăț                           | „Siliște”, la cca. 100 m SE de biserica actuală                                                                            |                                             | Încarcă foto \| video | Raportează eroare |
| SV-I-m-B-05444.01 (RAN: 151139.01.01)               | Ruine casă                                                                                    | sat Volovăț; comuna Volovăț                           | „Siliște”, la cca. 100 m SE de biserica actuală                                                                            | Sec. XIV-XV                                 | Încarcă foto \| video | Raportează eroare |
| SV-I-m-B-05444.02 (RAN: 151139.01.02)               | Biserică (ruine)                                                                              | sat Volovăț; comuna Volovăț                           | „Siliște”, la cca. 100 m SE de biserica actuală                                                                            | Sec. XIV-XV                                 | Încarcă foto \| video | Raportează eroare |
| SV-I-m-B-05445                                      | Fortificația de la Volovăț                                                                    | sat Volovăț; comuna Volovăț                           | „Porcăreț”, pe dealul Arșița, la ieșirea spre satul Marginea                                                               | Sec. XV                                     | Încarcă foto \| video | Raportează eroare |
| SV-I-s-B-05446 (RAN: 149487.01)                     | Așezare                                                                                       | sat Vornicenii Mari; comuna Moara                     | „La Șipoțel”, la 1 km S de sat                                                                                             | sec. II - III                               | Încarcă foto \| video | Raportează eroare |
| SV-I-m-B-05447                                      | Ruina bisericii lui Oană de la Tulova-Vornicenii Mari                                         | sat Vornicenii Mari; comuna Moara                     | „La Mănăstire”, la cca. 200 m de grajdurile CAP, în aval pe malul stâng al pârâului                                        | Sec. XIV                                    | Încarcă foto \| video | Raportează eroare |
| SV-I-s-B-05448 (RAN: 150347.02)                     | Situl arheologic de la Zaharești, punct „Siliște”                                             | sat Zaharești; comuna Stroiești                       | „Siliște”, la 150 m S de biserică                                                                                          |                                             | Încarcă foto \| video | Raportează eroare |
| SV-I-m-B-05448.01 (RAN: 150347.02.03)               | Necropola de la Zaharești, punct „Siliște”                                                    | sat Zaharești; comuna Stroiești                       | „Siliște”, la 150 m S de biserică                                                                                          | Sec. XV-XVI                                 | Încarcă foto \| video | Raportează eroare |
| SV-I-m-B-05448.02 (RAN: 150347.02.02)               | Așezarea de la Zaharești, punct „Siliște”                                                     | sat Zaharești; comuna Stroiești                       | „Siliște”, la 150 m S de biserică                                                                                          | Sec. XII-XV                                 | Încarcă foto \| video | Raportează eroare |
| SV-I-m-B-05448.03 (RAN: 150347.02.01)               | Așezarea de la Zaharești, punct „Siliște”                                                     | sat Zaharești; comuna Stroiești                       | „Siliște”, la 150 m S de biserică                                                                                          | Sec. IV-VII                                 | Încarcă foto \| video | Raportează eroare |
| SV-II-a-A-05449                                     | Cetatea de Scaun a Sucevei                                                                    | municipiul Suceava                                    | La marginea de E a orașului 47.64069°N 26.27243°E                                                                          | Sec. XIV                                    | Alte imagini          | Raportează eroare |
| SV-II-m-A-05449.01                                  | Fortul mușatin                                                                                | municipiul Suceava                                    | La marginea de E a orașului                                                                                                | Sec. XIV                                    |                       | Raportează eroare |
| SV-II-m-A-05449.02                                  | Incinta exterioară                                                                            | municipiul Suceava                                    | La marginea de E a orașului                                                                                                | 1476 - 1477                                 |                       | Raportează eroare |
| SV-II-m-A-05449.03                                  | Șanț de apărare                                                                               | municipiul Suceava                                    | La marginea de E a orașului                                                                                                | sf. sec. XV                                 |                       | Raportează eroare |
| SV-II-m-A-05449.04                                  | Zid de contraescarpă                                                                          | municipiul Suceava                                    | La marginea de E a orașului                                                                                                | a doua jum. a sec. XV                       |                       | Raportează eroare |
| SV-II-s-B-05451                                     | Vechea zonă comercială a Sucevei                                                              | municipiul Suceava                                    | Str. Armenească și Dragoș Vodă ambele fronturi de clădiri monument                                                         | Sec. XIX                                    | Încarcă foto \| video | Raportează eroare |
| SV-II-m-B-05450                                     | Liceul „Ștefan cel Mare”                                                                      | municipiul Suceava                                    | Str. Alecsandri Vasile 3                                                                                                   | 1893                                        | Alte imagini          | Raportează eroare |
| SV-II-m-B-21030                                     | Fosta Uzină de Apă                                                                            | municipiul Suceava                                    | Str. Apeductului, nr. 4 47.65418°N 26.26135°E                                                                              | 1910-1912                                   |                       | Raportează eroare |
| SV-II-m-A-05452 (RAN: 146272.07)                    | Biserica armenească „Sf. Cruce”                                                               | municipiul Suceava                                    | Str. Armenească 1 | sec. XVI                                    | Alte imagini          | Raportează eroare |
| SV-II-m-B-05453                                     | Casă                                                                                          | municipiul Suceava                                    | Str. Armenească 7 | Sec. XIX                                    | Încarcă foto \| video | Raportează eroare |
| SV-II-m-B-05454                                     | Casa de lemn Hopmeier                                                                         | municipiul Suceava                                    | Str. Armenească 13 | sf. sec. XIX                                |                       | Raportează eroare |
| SV-II-m-B-05455 (RAN: 146272.08)                    | Casa Pâțu                                                                                     | municipiul Suceava                                    | Str. Armenească 14 | Sec. XVIII-XIX                              | Încarcă foto \| video | Raportează eroare |
| SV-II-m-B-05456 (RAN: 146272.09)                    | Casa Seserman                                                                                 | municipiul Suceava                                    | Str. Armenească 18 | sf. sec. XVIII                              | Încarcă foto \| video | Raportează eroare |
| SV-II-m-B-05457 (RAN: 146272.10)                    | Casa Roșu                                                                                     | municipiul Suceava                                    | Str. Armenească 24 | Sec. XVIII                                  | Încarcă foto \| video | Raportează eroare |
| SV-II-m-B-05458                                     | Casă                                                                                          | municipiul Suceava                                    | Str. Armenească 26 | Sec. XIX                                    | Încarcă foto \| video | Raportează eroare |
| SV-II-m-B-05459 (RAN: 146272)                       | Casa Frățian                                                                                  | municipiul Suceava                                    | Str. Armenească 31bis | Sec. XVII                                   | Încarcă foto \| video | Raportează eroare |
| SV-II-m-B-05460 (RAN: 146272)                       | Casă                                                                                          | municipiul Suceava                                    | Str. Armenească 47 | mijl. sec. XVIII                            | Încarcă foto \| video | Raportează eroare |
| SV-II-m-B-05461                                     | Casă                                                                                          | municipiul Suceava                                    | Str. Bălcescu Nicolae 3 | Sec. XIX                                    |                       | Raportează eroare |
| SV-II-m-B-05462                                     | Casă                                                                                          | municipiul Suceava                                    | Str. Creangă Ion 17 | Sec. XIX                                    | Încarcă foto \| video | Raportează eroare |
| SV-II-a-B-05463 (RAN: 146272.23)                    | Mănăstirea Teodoreni-Burdujeni                                                                | municipiul Suceava                                    | Str. Cuza Vodă 19 | sec XVI - XIX                               | Alte imagini          | Raportează eroare |
| SV-II-m-B-05463.01                                  | Biserica „Înălțarea Domnului”                                                                 | municipiul Suceava                                    | Str. Cuza Vodă 19 | sec. XVI, transf. 1785                      | Alte imagini          | Raportează eroare |
| SV-II-m-B-05463.02                                  | Chilii vechi                                                                                  | municipiul Suceava                                    | Str. Cuza Vodă 19 | sf. sec. XVI                                |                       | Raportează eroare |
| SV-II-m-B-05463.03                                  | Turn clopotniță                                                                               | municipiul Suceava                                    | Str. Cuza Vodă 19 | 1597                                        | Alte imagini          | Raportează eroare |
| SV-II-m-B-05463.04                                  | Zid de incintă                                                                                | municipiul Suceava                                    | Str. Cuza Vodă 19 | Sec. XVIII                                  |                       | Raportează eroare |
| SV-II-m-B-05464                                     | Casa Hagi                                                                                     | municipiul Suceava                                    | Str. Dragoș Vodă 10 | sec. XIX, adăugiri sf. sec. XIX             | Încarcă foto \| video | Raportează eroare |
| SV-II-m-B-05465                                     | Casa de lemn Colonescu                                                                        | municipiul Suceava                                    | Str. Dragoș Vodă 13 | Sec. XIX                                    | Încarcă foto \| video | Raportează eroare |
| SV-II-m-B-05466                                     | Casa de lemn Ignătescu                                                                        | municipiul Suceava                                    | Str. Dragoș Vodă 23 | Sec. XIX                                    | Încarcă foto \| video | Raportează eroare |
| SV-II-a-A-05467                                     | Ansamblul bisericii „Sf. Simion”                                                              | municipiul Suceava                                    | Str. Enescu George 51 | Sec. XVI                                    | Alte imagini          | Raportează eroare |
| SV-II-m-A-05467.01                                  | Biserica „Sf. Simion”                                                                         | municipiul Suceava                                    | Str. Enescu George 51 | sec. XVI                                    |                       | Raportează eroare |
| SV-II-m-A-05467.02                                  | Turn clopotniță                                                                               | municipiul Suceava                                    | Str. Enescu George 51 | 1551                                        | Alte imagini          | Raportează eroare |
| SV-II-m-B-05468                                     | Gara Suceava Nord-Ițcani                                                                      | municipiul Suceava                                    | Str. Gării 4 47.67611°N 26.23555°E                                                                                         | 1876                                        | Alte imagini          | Raportează eroare |
| SV-II-a-A-05469 (RAN: 146272.06)                    | Mănăstirea „Sf. Ioan cel Nou”                                                                 | municipiul Suceava                                    | Str. Ioan Vodă Viteazul 2 47.64069°N 26.27243°E                                                                            | Sec. XVI-XIX                                | Alte imagini          | Raportează eroare |
| SV-II-m-A-05469.01                                  | Biserica „Sf. Gheorghe”                                                                       | municipiul Suceava                                    | Str. Ioan Vodă Viteazul 2                                                                                                  | 1514-1522                                   | Alte imagini          | Raportează eroare |
| SV-II-m-A-05469.02 (RAN: 146272.06.02)              | Clisiarniță-paraclis                                                                          | municipiul Suceava                                    | Str. Ioan Vodă Viteazul 2                                                                                                  | 1629                                        |                       | Raportează eroare |
| SV-II-m-A-05469.03 (RAN: 146272.06.03)              | Stăreție                                                                                      | municipiul Suceava                                    | Str. Ioan Vodă Viteazul 2                                                                                                  | Sec. XIX                                    |                       | Raportează eroare |
| SV-II-m-A-05469.04 (RAN: 146272.06.04)              | Chilii                                                                                        | municipiul Suceava                                    | Str. Ioan Vodă Viteazul 2                                                                                                  | Sec. XIX                                    |                       | Raportează eroare |
| SV-II-m-A-05469.05 (RAN: 146272.06.05)              | Clopotniță                                                                                    | municipiul Suceava                                    | Str. Ioan Vodă Viteazul 2                                                                                                  | 1589                                        | Alte imagini          | Raportează eroare |
| SV-II-m-B-05470                                     | Gara Suceava-Burdujeni                                                                        | municipiul Suceava                                    | Str. Iorga Nicolae 7, Cartier Burdujeni 47.67055°N 26.26611°E                                                              | 1869                                        | Alte imagini          | Raportează eroare |
| SV-II-a-A-05471                                     | Ansamblul „Curtea Domnească”                                                                  | municipiul Suceava                                    | Str. Ipătescu Ana f.n. | Sec. XIV-XVII                               | Alte imagini          | Raportează eroare |
| SV-II-m-A-05471.01                                  | Palatul Domnesc - ruine                                                                       | municipiul Suceava                                    | Str. Ipătescu Ana f.n. | mijl. sec. XIV                              | Încarcă foto \| video | Raportează eroare |
| SV-II-m-A-05471.02                                  | Turn locuință - ruine                                                                         | municipiul Suceava                                    | Str. Ipătescu Ana f.n. | Sec. XIV                                    | Încarcă foto \| video | Raportează eroare |
| SV-II-m-A-05471.03                                  | Turn de poartă - ruine                                                                        | municipiul Suceava                                    | Str. Ipătescu Ana f.n. | Sec. XIV                                    | Încarcă foto \| video | Raportează eroare |
| SV-II-m-A-05471.04                                  | Anexă - ruine                                                                                 | municipiul Suceava                                    | Str. Ipătescu Ana f.n. | 1486                                        | Încarcă foto \| video | Raportează eroare |
| SV-II-m-A-05472 (RAN: 146272.14)                    | Biserica „Învierea Domnului” - Vascresenia                                                    | municipiul Suceava                                    | Str. Ipătescu Ana 14 | 1551                                        | Alte imagini          | Raportează eroare |
| SV-II-m-A-05473 (RAN: 146272.15)                    | Biserica „Adormirea Maicii Domnului”-Ițcanii Vechi                                            | municipiul Suceava                                    | Str. Labiș Nicolae 17 | 1639                                        | Alte imagini          | Raportează eroare |
| SV-II-m-A-05474 (RAN: 146272.16)                    | Biserica „Sf. Nicolae” - Prăjescu                                                             | municipiul Suceava                                    | Str. Mihai Viteazul 2 | 1611                                        | Alte imagini          | Raportează eroare |
| SV-II-m-A-05475 (RAN: 146272.17, 146272.99)         | Biserica „Sf. Gheorghe” - Mirăuți                                                             | municipiul Suceava                                    | Str. Mirăuți 17 | sec. XIV, XVII                              | Alte imagini          | Raportează eroare |
| SV-II-m-B-05476 (RAN: 146272.18)                    | Hanul Domnesc, azi Muzeul Etnografic                                                          | municipiul Suceava                                    | Str. Porumbescu Ciprian 5 47.64457°N 26.25762°E                                                                            | mijl. sec. XVII                             | Alte imagini          | Raportează eroare |
| SV-II-m-B-05477                                     | Casă                                                                                          | municipiul Suceava                                    | Str. Prunului 1 | Sec. XIX                                    | Alte imagini          | Raportează eroare |
| SV-II-m-B-05478                                     | Casa Costin Tarangul                                                                          | municipiul Suceava                                    | Aleea Simion Florea Marian 2                                                                                               | Sec. XIX                                    | Alte imagini          | Raportează eroare |
| SV-II-a-A-05479                                     | Ansamblul bisericii „Sf. Dumitru”                                                             | municipiul Suceava                                    | Str. Ștefan cel Mare 1 | Sec. XIV-XVI                                | Alte imagini          | Raportează eroare |
| SV-II-m-A-05479.01                                  | Biserica „Sf. Dumitru”                                                                        | municipiul Suceava                                    | Str. Ștefan cel Mare 1 | 1534 - 1635                                 |                       | Raportează eroare |
| SV-II-m-A-05479.02                                  | Ruinele bisericii vechi                                                                       | municipiul Suceava                                    | Str. Ștefan cel Mare 1 | Sec. XIV-XV                                 | Încarcă foto \| video | Raportează eroare |
| SV-II-m-A-05479.03                                  | Clopotniță                                                                                    | municipiul Suceava                                    | Str. Ștefan cel Mare 1 | 1560                                        | Alte imagini          | Raportează eroare |
| SV-II-m-B-05480                                     | Fosta prefectură, azi Complexul Muzeal „Bucovina”                                             | municipiul Suceava                                    | Str. Ștefan cel Mare 33 47.64141°N 26.25741°E                                                                              | 1898                                        | Alte imagini          | Raportează eroare |
| SV-II-m-B-05481                                     | Clădirea administrativă a orașului, azi Prefectura și Consiliul Județean Suceava              | municipiul Suceava                                    | Str. Ștefan cel Mare 36 | înc. sec. XX Peter Paul Brang (arhitect)    | Alte imagini          | Raportează eroare |
| SV-II-m-B-05482                                     | Fostul tribunal, căpitănie districtuală și închisoare                                         | municipiul Suceava                                    | Str. Ștefan cel Mare 58 47.64095°N 26.2532°E                                                                               | 1885 Ferdinand Fellner jr. (arhitect)       | Alte imagini          | Raportează eroare |
| SV-II-m-A-05483 (RAN: 146272.20)                    | Biserica „Nașterea Sf. Ioan Botezătorul” (a Coconilor)                                        | municipiul Suceava                                    | Str. Ștefăniță Vodă 3 | 1643                                        | Alte imagini          | Raportează eroare |
| SV-II-m-B-05484 (RAN: 146272.21)                    | Casă                                                                                          | municipiul Suceava                                    | Aleea Trandafirilor 4 | sf. sec. XVIII                              | Alte imagini          | Raportează eroare |
| SV-II-a-A-05485 (RAN: 146272.22)                    | Mănăstirea Zamca                                                                              | municipiul Suceava                                    | Str. Zamca f.n. 47.65273°N 26.24376°E                                                                                      | Sec. XVI-XVII                               | Alte imagini          | Raportează eroare |
| SV-II-m-A-05485.01                                  | Biserica „Sf. Axentie”                                                                        | municipiul Suceava                                    | Str. Zamca f.n. | 1551                                        | Alte imagini          | Raportează eroare |
| SV-II-m-A-05485.02                                  | Paraclisul „Sf. Grigore”                                                                      | municipiul Suceava                                    | Str. Zamca f.n. | 1606                                        |                       | Raportează eroare |
| SV-II-m-A-05485.03                                  | Paraclisul „Sf. Maria”                                                                        | municipiul Suceava                                    | Str. Zamca f.n. | Sec. XVII                                   |                       | Raportează eroare |
| SV-II-m-A-05485.04                                  | Chilii                                                                                        | municipiul Suceava                                    | Str. Zamca f.n. | Sec. XIX                                    | Încarcă foto \| video | Raportează eroare |
| SV-II-m-A-05485.05                                  | Zid de incintă                                                                                | municipiul Suceava                                    | Str. Zamca f.n. | Sec. XVII                                   |                       | Raportează eroare |
| SV-II-m-A-05485.06                                  | Turn clopotniță                                                                               | municipiul Suceava                                    | Str. Zamca f.n. | 1606                                        | Alte imagini          | Raportează eroare |
| SV-II-m-A-05485.07                                  | Fortificația de pământ                                                                        | municipiul Suceava                                    | Str. Zamca f.n. | 1691                                        |                       | Raportează eroare |
| SV-II-m-A-05486 (RAN: 146806.03)                    | Biserica de lemn „Sf. Dumitru”                                                                | sat Adâncata; comuna Adâncata                         | 47.73083°N 26.29416°E | Sec. XVIII                                  | Alte imagini          | Raportează eroare |
| SV-II-a-A-05487                                     | Ansamblul bisericii Arbore                                                                    | sat Arbore; comuna Arbore                             | 47.73311°N 25.93305°E | Sec. XVI-XIX                                | Alte imagini          | Raportează eroare |
| SV-II-m-A-05487.01                                  | Biserica „Tăierea Capului Sf. Ioan Botezătorul”                                               | sat Arbore; comuna Arbore                             | 47.73311°N 25.93305°E | 1502                                        | Alte imagini          | Raportează eroare |
| SV-II-m-A-05487.02                                  | Turn clopotniță                                                                               | sat Arbore; comuna Arbore                             | | 1867                                        | Alte imagini          | Raportează eroare |
| SV-II-m-A-05488                                     | Ruinele bisericii „Sf. Fecioară”                                                              | sat Baia; comuna Baia                                 | 47.4219°N 26.21355°E | 1410                                        | Alte imagini          | Raportează eroare |
| SV-II-m-A-05489                                     | Biserica „Sf. Gheorghe” - Albă                                                                | sat Baia; comuna Baia                                 | | sec. XV, XX                                 |                       | Raportează eroare |
| SV-II-m-A-05490 (RAN: 146913.03)                    | Biserica „Adormirea Maicii Domnului”                                                          | sat Baia; comuna Baia                                 | | 1530                                        | Alte imagini          | Raportează eroare |
| SV-II-m-A-05491 (RAN: 146940.01)                    | Ruina bisericii „Sf. Procopie”                                                                | sat Bădeuți; oraș Milișăuți                           | În cartierul Bădeuți, la limita cu Milișăuți, punctul „Vatra satului”, lângă biserica de lemn actuală 47.8001°N 25.99906°E | 1487                                        | Alte imagini          | Raportează eroare |
| SV-II-m-B-05492 (RAN: 147802.01)                    | Biserica de lemn „Sf. Voievozi”                                                               | sat Băișești; comuna Cornu Luncii                     | 47.4825°N 26.1008°E | Sec. XVIII                                  | Alte imagini          | Raportează eroare |
| SV-II-m-A-05493                                     | Biserica „Sf. Nicolae”                                                                        | sat Bălinești; comuna Grămești                        | 47.89347°N 26.17937°E | Sec. XV                                     | Alte imagini          | Raportează eroare |
| SV-II-m-B-05494 (RAN: 148471.01)                    | Biserica de lemn „Sf. Nicolae”                                                                | sat Bănești; comuna Fântânele                         | 47.58758°N 26.5252°E | Sec. XVIII                                  | Alte imagini          | Raportează eroare |
| SV-II-m-B-05495 (RAN: 147045.01)                    | Biserica de lemn „Adormirea Maicii Domnului”                                                  | sat Bilca; comuna Bilca                               | 47.91805°N 25.75444°E | 1752                                        | Alte imagini          | Raportează eroare |
| SV-II-m-B-05496                                     | Casa Gheorghe Puha                                                                            | sat Bilca; comuna Bilca                               | | sf. sec. XIX                                | Încarcă foto \| video | Raportează eroare |
| SV-II-m-B-05497                                     | Piua de sumane                                                                                | sat Bilca; comuna Bilca                               | | Sec. XIX                                    | Încarcă foto \| video | Raportează eroare |
| SV-II-a-B-05498 (RAN: 147063.01)                    | Ansamblul bisericii „Sf. Voievozi”                                                            | sat Bogdănești; comuna Bogdănești                     | | Sec. XVIII-XIX                              | Alte imagini          | Raportează eroare |
| SV-II-m-B-05498.01 (RAN: 147063.01.01)              | Biserica de lemn „Sf. Voievozi”                                                               | sat Bogdănești; comuna Bogdănești                     | | Sec. XVIII                                  |                       | Raportează eroare |
| SV-II-m-B-05498.02 (RAN: 147063.01.02)              | Turn clopotniță                                                                               | sat Bogdănești; comuna Bogdănești                     | | 1879                                        |                       | Raportează eroare |
| SV-II-m-B-05499                                     | Biserica de lemn „Adormirea Maicii Domnului”                                                  | sat Boroaia; comuna Boroaia                           | 47.35472°N 26.33694°E | 1808                                        | Alte imagini          | Raportează eroare |
| SV-II-m-B-05500                                     | Biserica de lemn „Sf. Dumitru”                                                                | sat Botoșana; comuna Botoșana                         | 47.68111°N 25.94361°E | mijl. sec. XVIII                            | Alte imagini          | Raportează eroare |
| SV-II-a-B-05501                                     | Ansamblu gospodăresc                                                                          | sat Breaza de Sus; comuna Breaza                      | | Sec. XIX                                    | Încarcă foto \| video | Raportează eroare |
| SV-II-m-B-05501.01                                  | Complexul gospodăresc Maria Veruleac                                                          | sat Breaza de Sus; comuna Breaza                      | | Sec. XIX                                    | Încarcă foto \| video | Raportează eroare |
| SV-II-m-B-05501.02                                  | Ocol întărit                                                                                  | sat Breaza de Sus; comuna Breaza                      | | Sec. XIX                                    | Încarcă foto \| video | Raportează eroare |
| SV-II-a-B-05502                                     | Ansamblul bisericii „Sf. Nicolae”                                                             | oraș Broșteni                                         | 47.24027°N 25.69611°E | 1779                                        | Alte imagini          | Raportează eroare |
| SV-II-m-B-05502.01                                  | Biserica de lemn „Sf. Nicolae”                                                                | oraș Broșteni                                         | | 1779                                        |                       | Raportează eroare |
| SV-II-m-B-05502.02                                  | Clopotniță                                                                                    | oraș Broșteni                                         | | 1779                                        |                       | Raportează eroare |
| SV-II-m-B-05503                                     | Casa administratorilor Domeniilor Coroanei, azi spații comerciale și depozit                  | oraș Broșteni                                         | | 1895                                        | Încarcă foto \| video | Raportează eroare |
| SV-II-a-A-05504                                     | Ansamblul bisericii „Adormirea Maicii Domnului”-Hagigadar                                     | sat Bulai; comuna Moara                               | 47.6211°N 26.23216°E | 1512                                        | Alte imagini          | Raportează eroare |
| SV-II-m-A-05504.01                                  | Biserica „Adormirea Maicii Domnului”-Hagigadar                                                | sat Bulai; comuna Moara                               | | 1512                                        | Alte imagini          | Raportează eroare |
| SV-II-m-A-05504.02                                  | Zid de incintă                                                                                | sat Bulai; comuna Moara                               | | 1512                                        |                       | Raportează eroare |
| SV-II-m-B-05505                                     | Vama Veche                                                                                    | sat Bunești; comuna Bunești                           | | 1800                                        | Alte imagini          | Raportează eroare |
| SV-II-m-B-05506                                     | Conacul Bucevski                                                                              | sat Calafindești; comuna Calafindești                 | 47.85594°N 26.11596°E | 1925                                        | Încarcă foto \| video | Raportează eroare |
| SV-II-m-B-05507                                     | Biserica de lemn „Sf. Dumitru”                                                                | sat Călinești-Enache; comuna Dărmănești               | 47.77611°N 26.13472°E | 1794                                        | Alte imagini          | Raportează eroare |
| SV-II-m-B-05508                                     | Casă de lemn Gheorghe Mnesciuc                                                                | municipiul Câmpulung Moldovenesc                      | | mijl.sec. XIX                               | Încarcă foto \| video | Raportează eroare |
| SV-II-m-B-05509                                     | Casa - Vilă „Coca”                                                                            | municipiul Câmpulung Moldovenesc                      | Calea Bucovinei 48 | înc. sec. XX                                | Încarcă foto \| video | Raportează eroare |
| SV-II-m-B-05510                                     | Casa de lemn Petru Crăcană                                                                    | municipiul Câmpulung Moldovenesc                      | Str. Cerbului 1 | înc. sec. XIX                               | Încarcă foto \| video | Raportează eroare |
| SV-II-m-B-05511                                     | Casa Grămadă Gheorghe                                                                         | municipiul Câmpulung Moldovenesc                      | Str. Porumbescu Ciprian 28                                                                                                 | 1817                                        | Încarcă foto \| video | Raportează eroare |
| SV-II-m-B-05512                                     | Fostă primărie, azi spații comerciale                                                         | municipiul Câmpulung Moldovenesc                      | Calea Transilvaniei 2 | 1896                                        | Încarcă foto \| video | Raportează eroare |
| SV-II-m-B-05513                                     | Banca Comercială Română 1/2                                                                   | municipiul Câmpulung Moldovenesc                      | Calea Transilvaniei 6 | 1940                                        |                       | Raportează eroare |
| SV-II-m-B-05514                                     | Bancă Comercială Română 1/2                                                                   | municipiul Câmpulung Moldovenesc                      | Calea Transilvaniei 8 | sec. XIX                                    | Alte imagini          | Raportează eroare |
| SV-II-m-B-05515                                     | Fosta prefectură a județului Câmpulung, azi Muzeul „Arta Lemnului”                            | municipiul Câmpulung Moldovenesc                      | Calea Transilvaniei 10 47.53141°N 25.5538°E                                                                                | sf. sec. XIX                                | Alte imagini          | Raportează eroare |
| SV-II-m-B-05516                                     | Casa Lateș                                                                                    | municipiul Câmpulung Moldovenesc                      | Calea Transilvaniei 15 | prima jum. a sec. XIX                       | Încarcă foto \| video | Raportează eroare |
| SV-II-m-B-05517                                     | Școală                                                                                        | municipiul Câmpulung Moldovenesc                      | Calea Transilvaniei 26 | Sec. XIX                                    | Alte imagini          | Raportează eroare |
| SV-II-m-B-05518                                     | Vila Silvia                                                                                   | municipiul Câmpulung Moldovenesc                      | Calea Transilvaniei 53 | sec. XIX                                    | Încarcă foto \| video | Raportează eroare |
| SV-II-m-B-05519                                     | Casă de lemn                                                                                  | municipiul Câmpulung Moldovenesc                      | Calea Transilvaniei 108 | sec. XIX                                    | Încarcă foto \| video | Raportează eroare |
| SV-II-m-B-05520                                     | Casă de lemn                                                                                  | municipiul Câmpulung Moldovenesc                      | Calea Transilvaniei 140 | Sec. XIX                                    | Încarcă foto \| video | Raportează eroare |
| SV-II-m-B-05521                                     | Cuptor de ars var                                                                             | sat Chiril; comuna Crucea                             | | 1928                                        | Încarcă foto \| video | Raportează eroare |
| SV-II-a-A-05522                                     | Ansamblul bisericii „Sf. Nicolae”                                                             | sat Colacu; comuna Fundu Moldovei                     | 47.53861°N 25.36527°E | 1800                                        | Alte imagini          | Raportează eroare |
| SV-II-m-A-05522.01                                  | Biserica de lemn „Sf. Nicolae”                                                                | sat Colacu; comuna Fundu Moldovei                     | | 1800                                        |                       | Raportează eroare |
| SV-II-m-A-05522.02                                  | Casă parohială                                                                                | sat Colacu; comuna Fundu Moldovei                     | | 1800                                        | Încarcă foto \| video | Raportează eroare |
| SV-II-m-A-05522.03                                  | Clopotniță                                                                                    | sat Colacu; comuna Fundu Moldovei                     | | 1800                                        |                       | Raportează eroare |
| SV-II-m-A-05523                                     | Biserica „Adormirea Maicii Domnului”                                                          | sat Comănești; comuna Comănești                       | | Sec. XVIII                                  | Încarcă foto \| video | Raportează eroare |
| SV-II-m-B-05524                                     | Biserica „Sf. Gheorghe”                                                                       | sat Costâna; comuna Todirești                         | | 1811                                        | Alte imagini          | Raportează eroare |
| SV-II-m-B-05525                                     | Biserica de lemn „Cuvioasa Paraschiva”                                                        | sat Cumpărătura; comuna Bosanci                       | 47.56388°N 26.27333°E | 1792                                        | Alte imagini          | Raportează eroare |
| SV-II-m-B-05526                                     | Biserica de lemn „Înălțarea Domnului”                                                         | sat Dărmănești; comuna Dărmănești                     | 47.73583°N 26.14°E | sf. sec. XVIII                              | Alte imagini          | Raportează eroare |
| SV-II-m-B-05527                                     | Cuptor de ars var                                                                             | sat Dârmoxa; oraș Broșteni                            | | 1924                                        | Încarcă foto \| video | Raportează eroare |
| SV-II-m-B-05528                                     | Gospodăria Ecaterina Matisievici                                                              | sat Demăcușa; comuna Moldovița                        | | sf. sec. XIX                                | Încarcă foto \| video | Raportează eroare |
| SV-II-m-A-05529 (RAN: 148104.04)                    | Biserica „Cuvioasa Paraschiva”                                                                | sat Dolheștii Mari; comuna Dolhești                   | | Ante 1481                                   | Alte imagini          | Raportează eroare |
| SV-II-m-B-05530                                     | Casa Gavril Candrea                                                                           | sat Dorna Candrenilor; comuna Dorna Candrenilor       | | sf. sec. XIX                                |                       | Raportează eroare |
| SV-II-m-B-05531                                     | Școală                                                                                        | sat Dorna Candrenilor; comuna Dorna Candrenilor       | | 1937                                        | Încarcă foto \| video | Raportează eroare |
| SV-II-m-B-05532 (RAN: 148391.02)                    | Biserica de lemn „Adormirea Maicii Domnului” și „Sf. Spiridon”                                | sat Drăgușeni; comuna Drăgușeni                       | 47.295°N 26.48555°E | 1780                                        | Alte imagini          | Raportează eroare |
| SV-II-s-B-05533                                     | Ansamblu de locuințe sezoniere                                                                | sat Falcău; comuna Brodina                            | | Sec. XIX                                    | Încarcă foto \| video | Raportează eroare |
| SV-II-m-B-05534                                     | Casa pictorului Ștefan Șoldănescu                                                             | municipiul Fălticeni                                  | Str. Creangă Ion 10 47.46397°N 26.29575°E                                                                                  | 1830                                        |                       | Raportează eroare |
| SV-II-m-B-05535 (RAN: 146548.03)                    | Biserica de lemn „Sf. Gheorghe”                                                               | municipiul Fălticeni                                  | Str. Dumbrava Minunată 17 47.45722°N 26.27916°E                                                                            | Sec. XVIII                                  | Alte imagini          | Raportează eroare |
| SV-II-m-B-05536                                     | Casa Alecu Forăscu Botez                                                                      | municipiul Fălticeni                                  | Str. Eminescu Mihai 2 47.46114°N 26.29717°E                                                                                | 1896                                        | Alte imagini          | Raportează eroare |
| SV-II-m-B-05537                                     | Casa Serafim Ionescu, azi Banca Națională                                                     | municipiul Fălticeni                                  | Str. Eminescu Mihai 16 47.46051°N 26.29441°E                                                                               | 1898                                        |                       | Raportează eroare |
| SV-II-s-B-05538                                     | Ansamblu urban „Str. Republicii”                                                              | municipiul Fălticeni                                  | Str. Republicii 1-17 și 4-28                                                                                               | Sec. XIX                                    |                       | Raportează eroare |
| SV-II-m-B-05540                                     | Primărie                                                                                      | municipiul Fălticeni                                  | Str. Republicii 13 47.46287°N 26.29976°E                                                                                   | 1896                                        | Alte imagini          | Raportează eroare |
| SV-II-m-B-05542                                     | Casa Cantacuzino-Pașcanu (Biblioteca)                                                         | municipiul Fălticeni                                  | Str. Republicii 14 47.46261°N 26.29937°E                                                                                   | 1858                                        |                       | Raportează eroare |
| SV-II-m-B-05539                                     | Casa scriitorului Nicolae Istrate                                                             | municipiul Fălticeni                                  | Str. Republicii 19 | 1820                                        | Încarcă foto \| video | Raportează eroare |
| SV-II-m-B-05541                                     | Casa Copiilor                                                                                 | municipiul Fălticeni                                  | Str. Republicii 28 | 1925                                        |                       | Raportează eroare |
| SV-II-m-B-05543                                     | Școala „Alexandru Ioan Cuza”                                                                  | municipiul Fălticeni                                  | Str. Sucevei 78 47.46374°N 26.30043°E                                                                                      | sf. sec. XIX                                |                       | Raportează eroare |
| SV-II-m-B-05544                                     | Casa Jenică Tatos (Ocolul Silvic)                                                             | municipiul Fălticeni                                  | Str. Sucevei 93 | 1890                                        |                       | Raportează eroare |
| SV-II-m-B-05545                                     | Galeria Oamenilor de Seamă                                                                    | municipiul Fălticeni                                  | Str. Sucevei 95 47.46526°N 26.29969°E                                                                                      | 1850                                        | Alte imagini          | Raportează eroare |
| SV-II-m-B-05546 (RAN: 146548.02)                    | Biserica „Sf. Nicolae”                                                                        | municipiul Fălticeni                                  | Str. Topitoriei 5 | 1798                                        | Alte imagini          | Raportează eroare |
| SV-II-m-B-05547                                     | Fosta Școală Domnească                                                                        | municipiul Fălticeni                                  | Str. Unirii 5 | 1842                                        |                       | Raportează eroare |
| SV-II-m-B-05548 (RAN: 146548.01)                    | Podul de piatră Șoldănești                                                                    | oraș Fălticeni                                        | Str. Vladimirescu Tudor f. n.                                                                                              | Sec. XV                                     |                       | Raportează eroare |
| SV-II-m-A-05549 (RAN: 148523.01)                    | Biserica de lemn „Sf. Nicolae”                                                                | sat Forăști; comuna Forăști                           | 47.34861°N 26.46888°E | 1764                                        | Alte imagini          | Raportează eroare |
| SV-II-m-B-05550                                     | Moară de lemn                                                                                 | sat Gura Haitii; comuna Șaru Dornei                   | Pe pârâul Bânca Dornei | 1890                                        | Încarcă foto \| video | Raportează eroare |
| SV-II-m-B-05551                                     | Judecătorie                                                                                   | oraș Gura Humorului                                   | Bd. Bucovina 21 47.55431°N 25.88906°E                                                                                      | 1904                                        |                       | Raportează eroare |
| SV-II-m-B-05552                                     | Primărie                                                                                      | oraș Gura Humorului                                   | Piața Republicii 10 | 1901                                        |                       | Raportează eroare |
| SV-II-m-A-05553 (RAN: 146851.01)                    | Biserica „Tuturor Sfinților”                                                                  | sat Hănțești; comuna Hănțești                         | | sec. XV, adăugiri 1822                      | Alte imagini          | Raportează eroare |
| SV-II-m-B-05554                                     | Conacul Teliman - Pruncu                                                                      | sat Hănțești; comuna Hănțești                         | 47.7549°N 26.37165°E | înc. sec. XIX                               | Încarcă foto \| video | Raportează eroare |
| SV-II-m-B-05555                                     | Școală                                                                                        | sat Holdița; oraș Broșteni                            | | 1905                                        | Încarcă foto \| video | Raportează eroare |
| SV-II-m-B-05556                                     | Biserica de lemn „Înălțarea Sf. Cruci”                                                        | sat Horodnic de Jos; comuna Horodnic de Jos           | 47.86555°N 25.80638°E | 1717                                        | Alte imagini          | Raportează eroare |
| SV-II-m-B-05557                                     | Biserica de lemn „Sf. Dumitru”                                                                | sat Horodnic de Sus; comuna Horodnic de Sus           | 47.83388°N 25.83638°E | Sec. XVIII                                  | Alte imagini          | Raportează eroare |
| SV-II-a-A-05558 (RAN: 149058.01)                    | Ansamblul bisericii „Pogorârea Sf. Duh”                                                       | sat Horodniceni; comuna Horodniceni                   | | Sec. XVI-XIX                                | Alte imagini          | Raportează eroare |
| SV-II-m-A-05558.01 (RAN: 149058.01.01)              | Biserica „Pogorârea Sf. Duh”                                                                  | sat Horodniceni; comuna Horodniceni                   | | 1538                                        |                       | Raportează eroare |
| SV-II-m-A-05558.02 (RAN: 149058.01.02)              | Zvoniță                                                                                       | sat Horodniceni; comuna Horodniceni                   | | Sec. XIX                                    |                       | Raportează eroare |
| SV-II-m-B-05559                                     | Biserica de lemn „Sf. Arhangheli Mihail și Gavril”                                            | sat Humoreni; comuna Comănești                        | 47.65583°N 25.98777°E | mijl. sec. XVIII                            | Alte imagini          | Raportează eroare |
| SV-II-m-B-05560                                     | Complexul gospodăresc Ioan Nichituș                                                           | sat Iacobeni; comuna Iacobeni                         | | sf. sec. XIX                                | Încarcă foto \| video | Raportează eroare |
| SV-II-m-B-05561                                     | Biserica de lemn „Nașterea Maicii Domnului”                                                   | sat Iacobești; comuna Grănicești                      | 47.76472°N 26.08277°E | 1792                                        | Alte imagini          | Raportează eroare |
| SV-II-m-B-05562                                     | Curtea baronilor Capri                                                                        | sat Iacobești; comuna Grănicești                      | 47.76503°N 26.08386°E | sf. sec. XIX                                | Încarcă foto \| video | Raportează eroare |
| SV-II-m-B-05563                                     | Biserica „Adormirea Maicii Domnului”                                                          | sat Ilișești; comuna Ilișești                         | | 1714                                        | Alte imagini          | Raportează eroare |
| SV-II-m-B-05564 (RAN: 150098)                       | Biserica de lemn „Sf. Nicolae”                                                                | sat Lămășeni; comuna Rădășeni                         | 47.49555°N 26.22444°E | Sec. XVIII                                  | Alte imagini          | Raportează eroare |
| SV-II-m-B-05565                                     | Casa Vârnav-Liteanu, azi primărie                                                             | oraș Liteni                                           | În zona centrală 47.51829°N 26.52652°E                                                                                     | Sec. XVIII                                  | Alte imagini          | Raportează eroare |
| SV-II-m-B-05566                                     | Gospodăria Ionel Bălan                                                                        | sat Marginea; comuna Marginea                         | | Sec. XIX                                    | Încarcă foto \| video | Raportează eroare |
| SV-II-m-B-05567 (RAN: 146673.02)                    | Biserica de lemn „Intrarea în Biserică”                                                       | sat Mănăstioara; comuna Udești                        | În pădurea Plăvălari 47.55611°N 26.38972°E                                                                                 | înc. sec. XVIII                             | Alte imagini          | Raportează eroare |
| SV-II-a-A-05568                                     | Ansamblul bisericii „Sf. Onufrie”                                                             | sat Mănăstioara; oraș Siret                           | | Sec. XVII-XVIII                             | Alte imagini          | Raportează eroare |
| SV-II-m-A-05568.01                                  | Biserica „Sf. Onufrie”                                                                        | sat Mănăstioara; oraș Siret                           | | Sec. XVII                                   |                       | Raportează eroare |
| SV-II-m-A-05568.02                                  | Fântână                                                                                       | sat Mănăstioara; oraș Siret                           | | 1765                                        | Încarcă foto \| video | Raportează eroare |
| SV-II-m-A-05569                                     | Ruinele bisericii Humorul Vechi                                                               | sat Mănăstirea Humorului; comuna Mănăstirea Humorului | La cca. 100 m SV de incinta actuală                                                                                        | Sec. XV                                     | Încarcă foto \| video | Raportează eroare |
| SV-II-a-A-05570                                     | Mănăstirea Humorului                                                                          | sat Mănăstirea Humorului; comuna Mănăstirea Humorului | 47.59305°N 25.85694°E | Sec. XVI-XIX                                | Alte imagini          | Raportează eroare |
| SV-II-m-A-05570.01                                  | Biserica „Adormirea Maicii Domnului” și „Sf. Gheorghe”                                        | sat Mănăstirea Humorului; comuna Mănăstirea Humorului | | 1530                                        | Alte imagini          | Raportează eroare |
| SV-II-m-A-05570.02                                  | Ruine case mănăstirești                                                                       | sat Mănăstirea Humorului; comuna Mănăstirea Humorului | | Sec. XVI-XVIII                              |                       | Raportează eroare |
| SV-II-m-A-05570.03                                  | Turn clopotniță                                                                               | sat Mănăstirea Humorului; comuna Mănăstirea Humorului | | Sec. XIX                                    | Alte imagini          | Raportează eroare |
| SV-II-m-A-05570.04                                  | Turnul lui Vasile Lupu                                                                        | sat Mănăstirea Humorului; comuna Mănăstirea Humorului | | 1641                                        | Alte imagini          | Raportează eroare |
| SV-II-a-B-05571                                     | Gospodăria Elena Velearovschi                                                                 | sat Mănăstirea Humorului; comuna Mănăstirea Humorului | | Sec. XIX                                    | Încarcă foto \| video | Raportează eroare |
| SV-II-s-B-05572                                     | Grup de case                                                                                  | sat Mănăstirea Humorului; comuna Mănăstirea Humorului | Pârâul Maghernița | Sec. XIX                                    | Încarcă foto \| video | Raportează eroare |
| SV-II-m-B-05573                                     | Conacul Mavrodin                                                                              | sat Merești; comuna Vulturești                        | 47.54234°N 26.4169°E | 1925                                        | Încarcă foto \| video | Raportează eroare |
| SV-II-m-B-05574                                     | Fierăstrău hidraulic                                                                          | oraș Milișăuți                                        | | sf. sec. XIX                                | Încarcă foto \| video | Raportează eroare |
| SV-II-a-B-05575                                     | Ansamblul bisericii „Cuvioasa Paraschiva”                                                     | sat Mitocași; comuna Mitocu Dragomirnei               | 47.73166°N 26.25777°E | sf. sec. XVIII                              | Alte imagini          | Raportează eroare |
| SV-II-m-B-05575.01                                  | Biserica de lemn „Cuvioasa Paraschiva”                                                        | sat Mitocași; comuna Mitocu Dragomirnei               | | Sec. XVIII                                  |                       | Raportează eroare |
| SV-II-m-B-05575.02                                  | Clopotniță                                                                                    | sat Mitocași; comuna Mitocu Dragomirnei               | | 1789                                        |                       | Raportează eroare |
| SV-II-m-A-05576 (RAN: 146334.03)                    | Biserica „Sfinții Enoh, Ilie și Ioan Teologul”-Dragomirna Mică                                | sat Dragomirna; comuna Mitocu Dragomirnei             | | 1602                                        | Alte imagini          | Raportează eroare |
| SV-II-a-A-05577 (RAN: 146334.02)                    | Mănăstirea Dragomirna                                                                         | sat Dragomirna; comuna Mitocu Dragomirnei             | 47.7575°N 26.23°E | Sec. XVII-XIX                               | Alte imagini          | Raportează eroare |
| SV-II-m-A-05577.01                                  | Biserica „Pogorârea Sf. Duh”                                                                  | sat Dragomirna; comuna Mitocu Dragomirnei             | | 1609                                        | Alte imagini          | Raportează eroare |
| SV-II-m-A-05577.02                                  | Paraclisul „Sf. Nicolae”                                                                      | sat Dragomirna; comuna Mitocu Dragomirnei             | | Sec. XVII                                   | Încarcă foto \| video | Raportează eroare |
| SV-II-m-A-05577.03                                  | Egumenie                                                                                      | sat Mitocu Dragomirnei; comuna Mitocu Dragomirnei     | | Sec. XVII                                   |                       | Raportează eroare |
| SV-II-m-A-05577.04                                  | Trapeza                                                                                       | sat Mitocu Dragomirnei; comuna Mitocu Dragomirnei     | 47.75813°N 26.22961°E | 1609                                        |                       | Raportează eroare |
| SV-II-m-A-05577.05                                  | Zid de incintă                                                                                | sat Mitocu Dragomirnei; comuna Mitocu Dragomirnei     | | sec. XVII                                   |                       | Raportează eroare |
| SV-II-m-B-05578                                     | Biserica de lemn „Sf. Arhangheli”                                                             | sat Moara Nica; comuna Moara                          | 47.60083°N 26.2225°E | Sec. XVIII                                  | Alte imagini          | Raportează eroare |
| SV-II-m-B-05579                                     | Fierăstrău hidraulic                                                                          | sat Ostra; comuna Ostra                               | | înc.sec. XIX                                | Încarcă foto \| video | Raportează eroare |
| SV-II-m-A-05580                                     | Biserica „Duminica Tuturor Sfinților”                                                         | sat Părhăuți; comuna Todirești                        | | 1522                                        | Alte imagini          | Raportează eroare |
| SV-II-a-A-05581 (RAN: 149842.01)                    | Ansamblul bisericii „Înălțarea Sfintei Cruci”                                                 | sat Pătrăuți; comuna Pătrăuți                         | 47.7294°N 26.193°E | Sec. XV-XVIII                               | Alte imagini          | Raportează eroare |
| SV-II-m-A-05581.01                                  | Biserica „Înălțarea Sfintei Cruci”                                                            | sat Pătrăuți; comuna Pătrăuți                         | | 1487                                        |                       | Raportează eroare |
| SV-II-m-A-05581.02                                  | Clopotniță de lemn                                                                            | sat Pătrăuți; comuna Pătrăuți                         | | 1725                                        |                       | Raportează eroare |
| SV-II-a-B-05582                                     | Ansamblul bisericii de lemn „Sf. Voievozi”                                                    | sat Pârteștii de Sus; comuna Cacica                   | 47.64722°N 25.90833°E | Sec. XVIII-XIX                              | Alte imagini          | Raportează eroare |
| SV-II-m-B-05582.01                                  | Biserica de lemn „Sf. Voievozi”                                                               | sat Pârteștii de Sus; comuna Cacica                   | | 1779                                        |                       | Raportează eroare |
| SV-II-m-B-05582.02                                  | Clopotniță                                                                                    | sat Pârteștii de Sus; comuna Cacica                   | | 1861                                        |                       | Raportează eroare |
| SV-II-m-B-05583                                     | Casă                                                                                          | sat Pârteștii de Sus; comuna Cacica                   | | Sec. XVIII                                  | Încarcă foto \| video | Raportează eroare |
| SV-II-m-B-05584 (RAN: 146405.01)                    | Biserica „Adormirea Maicii Domnului”                                                          | sat Plopeni; oraș Salcea                              | În cartierul Plopeni | 1753                                        | Alte imagini          | Raportează eroare |
| SV-II-m-B-05585                                     | Biserica „Nașterea Maicii Domnului”                                                           | sat Poiana; oraș Dolhasca                             | | Sec. XIX                                    | Alte imagini          | Raportează eroare |
| SV-II-m-B-05586                                     | Ruinele bisericii „Sf. Nicolae”                                                               | sat Poiana; oraș Dolhasca                             | | Sec. XIX                                    | Încarcă foto \| video | Raportează eroare |
| SV-II-m-B-05587                                     | Rateșul Rahtivanilor (ruine)                                                                  | sat Poiana; oraș Dolhasca                             | | înc. sec. XIX                               | Încarcă foto \| video | Raportează eroare |
| SV-II-m-B-05588                                     | Biserica de lemn „Sfinții Arhangheli Mihail și Gavriil”                                       | sat Poiana Stampei; comuna Poiana Stampei             | | Sec. XIX                                    | Alte imagini          | Raportează eroare |
| SV-II-s-B-05589                                     | Gospodăria Ion Ivan                                                                           | sat Poiana Stampei; comuna Poiana Stampei             | | sf. sec. XIX                                | Încarcă foto \| video | Raportează eroare |
| SV-II-m-B-05590                                     | Biserica de lemn „Sf. Voievozi” și „Sf. Gheorghe”                                             | sat Praxia; comuna Fântâna Mare                       | 47.3758°N 26.3258°E | Sec. XVIII                                  | Alte imagini          | Raportează eroare |
| SV-II-m-B-05591                                     | Ruinele bisericii „Sf. Nicolae”                                                               | sat Probota; oraș Dolhasca                            | | 1391                                        | Încarcă foto \| video | Raportează eroare |
| SV-II-a-A-05592 (RAN: 148060.01)                    | Mănăstirea Probota                                                                            | sat Probota; oraș Dolhasca                            | 47.37512°N 26.62332°E | Sec. XVI-XVII                               | Alte imagini          | Raportează eroare |
| SV-II-m-A-05592.01 (RAN: 148060.01.06)              | Biserica „Sf. Nicolae”                                                                        | sat Probota; oraș Dolhasca                            | 47.39044°N 26.63085°E | 1530                                        | Alte imagini          | Raportează eroare |
| SV-II-m-A-05592.02 (RAN: 148060.01.04)              | Clisiarniță                                                                                   | sat Probota; oraș Dolhasca                            | | 1530                                        | Alte imagini          | Raportează eroare |
| SV-II-m-A-05592.03 (RAN: 148060.01.01)              | Casele domnești-ruine                                                                         | sat Probota; oraș Dolhasca                            | | 1530                                        |                       | Raportează eroare |
| SV-II-m-A-05592.04 (RAN: 148060.01.05)              | Clădiri din incintă-ruine                                                                     | sat Probota; oraș Dolhasca                            | | Sec. XVI-XVII                               |                       | Raportează eroare |
| SV-II-m-A-05592.05 (RAN: 148060.01.03)              | Turnuri de colț                                                                               | sat Probota; oraș Dolhasca                            | | Sec. XVI                                    | Alte imagini          | Raportează eroare |
| SV-II-m-A-05592.06 (RAN: 148060.01.02)              | Zid de incintă                                                                                | sat Probota; oraș Dolhasca                            | | 1550                                        | Alte imagini          | Raportează eroare |
| SV-II-m-B-05593 (RAN: 150052.01)                    | Chilia lui Daniil Sihastrul                                                                   | sat Putna; comuna Putna                               | 47.86528°N 25.61809°E | Sec. XV                                     | Alte imagini          | Raportează eroare |
| SV-II-m-A-05594                                     | Biserica de lemn „Intrarea în Biserică”                                                       | sat Putna; comuna Putna                               | 47.8692°N 25.60435°E | Sec. XIV                                    | Alte imagini          | Raportează eroare |
| SV-II-a-A-05595                                     | Mănăstirea Putna                                                                              | sat Putna; comuna Putna                               | 47.86465°N 25.61067°E | Sec. XV-XIX                                 | Alte imagini          | Raportează eroare |
| SV-II-m-A-05595.01                                  | Biserica „Adormirea Maicii Domnului”                                                          | sat Putna; comuna Putna                               | | 1653-1662, pe locul celei din 1466-1469     | Alte imagini          | Raportează eroare |
| SV-II-m-A-05595.02                                  | Biserica „Sf. Apostoli Petru și Pavel”                                                        | sat Putna; comuna Putna                               | | Sec. XVIII                                  |                       | Raportează eroare |
| SV-II-m-A-05595.03                                  | Turn tezaur                                                                                   | sat Putna; comuna Putna                               | | 1481                                        | Alte imagini          | Raportează eroare |
| SV-II-m-A-05595.04                                  | Casa domnească                                                                                | sat Putna; comuna Putna                               | | sec. XV, XX                                 |                       | Raportează eroare |
| SV-II-m-A-05595.05                                  | Chilii sud                                                                                    | sat Putna; comuna Putna                               | | Sec. XV-XVII                                |                       | Raportează eroare |
| SV-II-m-A-05595.06                                  | Chilii nord                                                                                   | sat Putna; comuna Putna                               | | Sec. XX                                     |                       | Raportează eroare |
| SV-II-m-A-05595.07                                  | Turn clopotniță                                                                               | sat Putna; comuna Putna                               | | Sec. XV, XX                                 | Alte imagini          | Raportează eroare |
| SV-II-m-A-05595.08                                  | Turn de poartă                                                                                | sat Putna; comuna Putna                               | | 1481                                        | Alte imagini          | Raportează eroare |
| SV-II-m-A-05595.09                                  | Ruine clădiri de sud-est                                                                      | sat Putna; comuna Putna                               | | Sec. XV                                     |                       | Raportează eroare |
| SV-II-m-A-05595.10                                  | Ruine clădiri de nord                                                                         | sat Putna; comuna Putna                               | | Sec. XV-XVII                                | Încarcă foto \| video | Raportează eroare |
| SV-II-m-A-05595.11                                  | Zid de incintă                                                                                | sat Putna; comuna Putna                               | | Sec. XV                                     |                       | Raportează eroare |
| SV-II-m-B-05596                                     | Fabrica de Cherestea                                                                          | sat Putna; comuna Putna                               | | Sec. XIX                                    | Încarcă foto \| video | Raportează eroare |
| SV-II-m-A-05597                                     | Biserica de lemn „Sf. Mercurie și Sf. Ecaterina”                                              | sat Rădășeni; comuna Rădășeni                         | 47.46277°N 26.25416°E | Sec. XVII                                   | Alte imagini          | Raportează eroare |
| SV-II-s-B-05598                                     | Sit urban                                                                                     | municipiul Rădăuți                                    | Zona cuprinsă între Str. Putnei, Agronomilor, Lupenilor, Calea Prieteniei, Piața Unirii                                    | Sec. XIX                                    | Încarcă foto \| video | Raportează eroare |
| SV-II-m-B-05599                                     | Templu evreiesc                                                                               | municipiul Rădăuți                                    | Str. 1 Mai 2 47.84705°N 25.91223°E                                                                                         | 1879                                        | Alte imagini          | Raportează eroare |
| SV-II-m-B-05600 (RAN: 146637.02)                    | Spitalul Militar (azi SC Servicii Comunale)                                                   | municipiul Rădăuți                                    | Str. 1 Mai 4-6 47.8479°N 25.9139°E                                                                                         | 1815                                        |                       | Raportează eroare |
| SV-II-m-B-05601                                     | Școala nr. 2 (Grădiniță)                                                                      | municipiul Rădăuți                                    | Str. 1 Mai 36 | 1896                                        | Încarcă foto \| video | Raportează eroare |
| SV-II-s-B-05602                                     | Sit urban                                                                                     | municipiul Rădăuți                                    | Str. Bogdan Vodă 1-87 și 2-86                                                                                              | Sec. XIX                                    | Încarcă foto \| video | Raportează eroare |
| SV-II-a-A-05603                                     | Ansamblul bisericii „Sf. Nicolae”                                                             | municipiul Rădăuți                                    | Str. Bogdan Vodă 4-6 47.8425°N 25.91916°E                                                                                  | Sec. XIV                                    | Alte imagini          | Raportează eroare |
| SV-II-m-A-05603.01 (RAN: 146637.01.01)              | Biserica „Sf. Nicolae”                                                                        | municipiul Rădăuți                                    | Str. Bogdan Vodă 4-6 | Sec. XIV                                    | Alte imagini          | Raportează eroare |
| SV-II-m-A-05603.02 (RAN: 146637.01.02)              | Clopotniță                                                                                    | municipiul Rădăuți                                    | Str. Bogdan Vodă 4-6 | 1781                                        | Alte imagini          | Raportează eroare |
| SV-II-m-A-05603.03 (RAN: 146637.01.03)              | Casa parohială                                                                                | municipiul Rădăuți                                    | Str. Bogdan Vodă 4-6 | 1876                                        |                       | Raportează eroare |
| SV-II-m-B-05604                                     | Casă (Protopopiatului Rădăuți)                                                                | municipiul Rădăuți                                    | Calea Bucovinei 2 47.8426°N 25.9206°E                                                                                      | 1888                                        |                       | Raportează eroare |
| SV-II-m-B-05605                                     | Colegiul Național „Eudoxiu Hurmuzachi”                                                        | municipiul Rădăuți                                    | Calea Bucovinei 5 47.8411°N 25.9238°E                                                                                      | 1863                                        |                       | Raportează eroare |
| SV-II-m-B-05612 (RAN: 146637.03)                    | Fabrica de Spirt                                                                              | municipiul Rădăuți                                    | Calea Cernăuți 47 | 1789                                        | Încarcă foto \| video | Raportează eroare |
| SV-II-s-B-05609                                     | Gospodăria-atelier al olarului Constantin Colibaba                                            | municipiul Rădăuți                                    | Str. Constantin Colibaba 8                                                                                                 | 1875                                        | Încarcă foto \| video | Raportează eroare |
| SV-II-m-B-05626                                     | Școala nr. 3, azi restaurant                                                                  | municipiul Rădăuți                                    | Str. Dimitrie Onciu 9 | 1905                                        | Încarcă foto \| video | Raportează eroare |
| SV-II-m-B-05606                                     | Școală Generală nr. 1                                                                         | municipiul Rădăuți                                    | Str. Dobrogeanu Gherea Constantin 12                                                                                       | 1902                                        | Încarcă foto \| video | Raportează eroare |
| SV-II-m-B-05607                                     | Gara C.F.R.                                                                                   | municipiul Rădăuți                                    | Str. Gării 3 47.84°N 25.91°E                                                                                               | 1889                                        | Alte imagini          | Raportează eroare |
| SV-II-m-B-05608                                     | Școală Generală nr. 2                                                                         | municipiul Rădăuți                                    | Str. Horea 44 | 1911                                        | Încarcă foto \| video | Raportează eroare |
| SV-II-m-B-05610                                     | Fosta Fabrică de Hârtie, azi Moara Plop                                                       | municipiul Rădăuți                                    | Str. Papetăriei f.n. | 1838                                        | Încarcă foto \| video | Raportează eroare |
| SV-II-m-B-05611                                     | Fosta Judecătorie, sediu de firme                                                             | municipiul Rădăuți                                    | Calea Prieteniei 42 | 1862                                        | Încarcă foto \| video | Raportează eroare |
| SV-II-m-B-05613                                     | Fosta Fabrică de Mobilă, azi casă                                                             | municipiul Rădăuți                                    | Str. Putnei 208 | 1902                                        | Încarcă foto \| video | Raportează eroare |
| SV-II-m-B-05619                                     | Spital                                                                                        | municipiul Rădăuți                                    | Str. Spitalului 9 | 1879                                        | Încarcă foto \| video | Raportează eroare |
| SV-II-s-B-05620                                     | Ansamblu urban                                                                                | municipiul Rădăuți                                    | Str. Ștefan cel Mare 1-79, 2-90                                                                                            | Sec. XIX                                    |                       | Raportează eroare |
| SV-II-m-B-05625                                     | Casa Armatei, azi Școala nr. 6                                                                | municipiul Rădăuți                                    | Str. Ștefan cel Mare 12 | 1871                                        | Încarcă foto \| video | Raportează eroare |
| SV-II-m-B-05621                                     | Biserica romano-catolică „Nașterea Sf. Fecioare Maria”                                        | municipiul Rădăuți                                    | Str. Ștefan cel Mare 16 | 1823                                        | Alte imagini          | Raportează eroare |
| SV-II-m-B-05622                                     | Școală                                                                                        | municipiul Rădăuți                                    | Str. Ștefan cel Mare 18 47.8428°N 25.9128°E                                                                                | 1911                                        |                       | Raportează eroare |
| SV-II-m-B-05623                                     | Clădire publică, fost Club Sportiv                                                            | municipiul Rădăuți                                    | Str. Ștefan cel Mare 72 | 1871                                        | Încarcă foto \| video | Raportează eroare |
| SV-II-m-B-05624                                     | Corpul administrativ al Uzinei Electrice                                                      | municipiul Rădăuți                                    | Str. Ștefan cel Mare 74 | 1912                                        | Încarcă foto \| video | Raportează eroare |
| SV-II-s-B-05614                                     | Zona veche a orașului                                                                         | municipiul Rădăuți                                    | Piața Unirii | Sec. XIX                                    |                       | Raportează eroare |
| SV-II-m-B-05627                                     | Catedrala „Pogorârea Sfântului Duh”                                                           | municipiul Rădăuți                                    | Piața Unirii, în parc | Sec. XX                                     | Alte imagini          | Raportează eroare |
| SV-II-s-B-05628                                     | Ansamblu urban                                                                                | municipiul Rădăuți                                    | Piața Unirii 1-63 | Sec. XIX                                    |                       | Raportează eroare |
| SV-II-m-B-05629                                     | Casa Germană                                                                                  | municipiul Rădăuți                                    | Piața Unirii 19 | 1896                                        | Încarcă foto \| video | Raportează eroare |
| SV-II-m-B-05615                                     | Casă, azi Primărie                                                                            | municipiul Rădăuți                                    | Str. Unirii 2-4 | 1870                                        | Alte imagini          | Raportează eroare |
| SV-II-m-B-05616                                     | Judecătorie                                                                                   | municipiul Rădăuți                                    | Str. Unirii 62-64 47.84666°N 25.91586°E                                                                                    | 1860                                        | Încarcă foto \| video | Raportează eroare |
| SV-II-m-B-05617                                     | Banca Comercială Română                                                                       | municipiul Rădăuți                                    | Str. Unirii 65 | 1940                                        |                       | Raportează eroare |
| SV-II-m-B-05618                                     | Fosta prefectură și hotel, azi comerț și locuințe                                             | municipiul Rădăuți                                    | Str. Unirii 67 47.8442°N 25.9164°E                                                                                         | 1909                                        |                       | Raportează eroare |
| SV-II-a-A-05630                                     | Mănăstirea Râșca                                                                              | sat Râșca; comuna Râșca                               | | Sec. XVI-XIX                                | Alte imagini          | Raportează eroare |
| SV-II-m-A-05630.01                                  | Biserica „Sf. Nicolae”                                                                        | sat Râșca; comuna Râșca                               | | 1542, 1611-1617                             | Alte imagini          | Raportează eroare |
| SV-II-m-A-05630.02                                  | Clopotniță                                                                                    | sat Râșca; comuna Râșca                               | | Sec. XIX                                    | Alte imagini          | Raportează eroare |
| SV-II-m-A-05630.03                                  | Chilii                                                                                        | sat Râșca; comuna Râșca                               | | Sec. XIX                                    |                       | Raportează eroare |
| SV-II-m-A-05630.04                                  | Zid de incintă                                                                                | sat Râșca; comuna Râșca                               | | prima jum. a sec. XVII                      |                       | Raportează eroare |
| SV-II-a-A-05631                                     | Ansamblul bisericii „Tăierea Capului Sf. Ioan Botezătorul”                                    | sat Reuseni; comuna Udești                            | | Sec. XVI-XIX                                | Alte imagini          | Raportează eroare |
| SV-II-m-A-05631.01                                  | Biserica „Tăierea Capului Sf. Ioan Botezătorul”                                               | sat Reuseni; comuna Udești                            | | 1504                                        |                       | Raportează eroare |
| SV-II-m-A-05631.02                                  | Clopotniță                                                                                    | sat Reuseni; comuna Udești                            | | Sec. XIX                                    |                       | Raportează eroare |
| SV-II-a-A-05632                                     | Ruinele Curții Domnești de la Reuseni                                                         | sat Reuseni; comuna Udești                            | La 200 m V de biserică, în curtea școlii                                                                                   | Sec. XV                                     | Încarcă foto \| video | Raportează eroare |
| SV-II-m-B-05633                                     | Biserica „Sf. Treime”                                                                         | sat Rotopănești; comuna Horodniceni                   | | 1856                                        | Alte imagini          | Raportează eroare |
| SV-II-m-B-05634                                     | Casa Nicolae Istrati                                                                          | sat Rotopănești; comuna Horodniceni                   | | Sec. XIX                                    | Alte imagini          | Raportează eroare |
| SV-II-m-B-05635                                     | Biserica de lemn „Sf. Dumitru”                                                                | sat Rudești; comuna Grămești                          | 47.9086°N 26.1039°E | 1792                                        | Alte imagini          | Raportează eroare |
| SV-II-m-A-05636                                     | Biserica de lemn „Adormirea Maicii Domnului”                                                  | sat Rudești; comuna Grămești                          | | Sec. XVIII                                  | Încarcă foto \| video | Raportează eroare |
| SV-II-m-B-05637                                     | Piua de sumane                                                                                | sat Satu Mare; comuna Satu Mare                       | Reamplasată în incinta Muzeului Satului Bucovinean, Suceava                                                                | 1900                                        |                       | Raportează eroare |
| SV-II-a-A-05638 (RAN: 146478.01)                    | Ansamblul bisericii „Sf. Ilie”                                                                | sat Sfântu Ilie; comuna Șcheia                        | 47.63709°N 26.21712°E | Sec. XV-XVIII                               | Alte imagini          | Raportează eroare |
| SV-II-m-A-05638.01                                  | Biserica „Sf. Ilie”                                                                           | sat Sfântu Ilie; comuna Șcheia                        | | 1488                                        |                       | Raportează eroare |
| SV-II-m-A-05638.02 (RAN: 146478.01.02)              | Clopotniță                                                                                    | sat Sfântu Ilie; comuna Șcheia                        | | Sec. XV-XVIII                               |                       | Raportează eroare |
| SV-II-m-A-05638.03 (RAN: 146478.01.03)              | Zid de incintă                                                                                | sat Sfântu Ilie; comuna Șcheia                        | | Sec. XV-XVIII                               |                       | Raportează eroare |
| SV-II-m-B-21115                                     | Muzeul de Istorie Siret                                                                       | oraș Siret                                            | Str. 9 mai 17 47.95072°N 26.07024°E                                                                                        | sf. sec. XIX                                | Încarcă foto \| video | Raportează eroare |
| SV-II-m-B-05639                                     | Hanul Siret                                                                                   | oraș Siret                                            | Str. Arcașilor 3 | sf. sec. XIX                                | Încarcă foto \| video | Raportează eroare |
| SV-II-m-B-05640                                     | Fosta primărie, azi Banca Comercială Română                                                   | oraș Siret                                            | Str. Castanilor 8 | 1826                                        |                       | Raportează eroare |
| SV-II-m-A-05641 (RAN: 146664.06)                    | Biserica „Sf. Ioan Botezătorul”                                                               | oraș Siret                                            | Piața Republicii 1 | Sec. XVII                                   | Alte imagini          | Raportează eroare |
| SV-II-m-B-05642                                     | Liceul „Lațcu Vodă”                                                                           | oraș Siret                                            | Str. Trandafirilor 2 | 1875                                        | Alte imagini          | Raportează eroare |
| SV-II-m-A-05643                                     | Ansamblul „Sf. Treime”                                                                        | oraș Siret                                            | Str. Victoriei 10 | Sec. XIV-XVII                               | Alte imagini          | Raportează eroare |
| SV-II-m-A-05643.01                                  | Biserica „Sf. Treime”                                                                         | oraș Siret                                            | Str. Victoriei 10 | 1352                                        |                       | Raportează eroare |
| SV-II-m-A-05643.02                                  | Zvonița                                                                                       | oraș Siret                                            | Str. Victoriei 10 | Sec. XVII                                   |                       | Raportează eroare |
| SV-II-a-A-05644                                     | Mănăstirea Slatina                                                                            | sat Slatina; comuna Slatina                           | 47.43369°N 25.95908°E | Sec. XVI-XIX                                | Alte imagini          | Raportează eroare |
| SV-II-m-A-05644.01                                  | Biserica „Schimbarea la Față”                                                                 | sat Slatina; comuna Slatina                           | | 1553-1564                                   | Alte imagini          | Raportează eroare |
| SV-II-m-A-05644.02                                  | Trapeză                                                                                       | sat Slatina; comuna Slatina                           | | 1561                                        |                       | Raportează eroare |
| SV-II-m-A-05644.03                                  | Paraclisul „Sf. Nicolae”                                                                      | sat Slatina; comuna Slatina                           | | 1834                                        |                       | Raportează eroare |
| SV-II-m-A-05644.04                                  | Paraclisul „Sf. Trei Ierarhi”                                                                 | sat Slatina; comuna Slatina                           | | Sec. XIX                                    |                       | Raportează eroare |
| SV-II-m-A-05644.05                                  | Turnuri                                                                                       | sat Slatina; comuna Slatina                           | | Sec. XIX                                    | Alte imagini          | Raportează eroare |
| SV-II-m-A-05644.06                                  | Cișmea                                                                                        | sat Slatina; comuna Slatina                           | | 1591                                        |                       | Raportează eroare |
| SV-II-m-A-05644.07                                  | Zid de incintă                                                                                | sat Slatina; comuna Slatina                           | | 1834                                        |                       | Raportează eroare |
| SV-II-a-A-05645 (RAN: 146717.03)                    | Mănăstirea Solca                                                                              | oraș Solca                                            | Str. Tomșa Vodă | Sec. XVII                                   | Alte imagini          | Raportează eroare |
| SV-II-m-A-05645.01                                  | Biserica „Sf. Apostoli Petru și Pavel”                                                        | oraș Solca                                            | Str. Tomșa Vodă | 1612-1622                                   | Alte imagini          | Raportează eroare |
| SV-II-m-A-05645.02                                  | Ruine chilii                                                                                  | oraș Solca                                            | Str. Tomșa Vodă | 1622                                        |                       | Raportează eroare |
| SV-II-m-A-05645.03                                  | Beciuri                                                                                       | oraș Solca                                            | Str. Tomșa Vodă | 1622                                        |                       | Raportează eroare |
| SV-II-m-A-05645.04                                  | Zid de incintă                                                                                | oraș Solca                                            | Str. Tomșa Vodă | 1622                                        |                       | Raportează eroare |
| SV-II-m-A-05645.05                                  | Turnuri                                                                                       | oraș Solca                                            | Str. Tomșa Vodă | 1622                                        | Încarcă foto \| video | Raportează eroare |
| SV-II-m-A-05645.06                                  | Clopotniță                                                                                    | oraș Solca                                            | Str. Tomșa Vodă | 1622                                        | Alte imagini          | Raportează eroare |
| SV-II-m-B-05646                                     | Fabrica de Bere                                                                               | oraș Solca                                            | Str. Tomșa Vodă 2 | 1810                                        | Încarcă foto \| video | Raportează eroare |
| SV-II-m-B-05647 (RAN: 146717.02)                    | Casa Saveta Coturbaș                                                                          | oraș Solca                                            | Str. Tomșa Vodă 111 47.70701°N 25.84502°E                                                                                  | 1670                                        | Alte imagini          | Raportează eroare |
| SV-II-m-B-05648                                     | Biserica de lemn „Sf. Nicolae”                                                                | sat Soloneț; comuna Todirești                         | 47.68416°N 26.02694°E | Sec. XVIII                                  | Alte imagini          | Raportează eroare |
| SV-II-m-B-05649                                     | Casa de lemn Ilie Cârciu                                                                      | sat Straja; comuna Straja                             | | înc. sec. XIX                               | Încarcă foto \| video | Raportează eroare |
| SV-II-m-B-05650                                     | Biserica „Arătarea Domnului”                                                                  | sat Sucevița; comuna Sucevița                         | În cimitir | 1772                                        | Alte imagini          | Raportează eroare |
| SV-II-a-A-05651                                     | Mănăstirea Sucevița                                                                           | sat Sucevița; comuna Sucevița                         | 47.77815°N 25.71122°E | Sec. XVI                                    | Alte imagini          | Raportează eroare |
| SV-II-m-A-05651.01                                  | Biserica „Învierea Domnului”                                                                  | sat Sucevița; comuna Sucevița                         | | 1583-1586                                   | Alte imagini          | Raportează eroare |
| SV-II-m-A-05651.02                                  | Chilii                                                                                        | sat Sucevița; comuna Sucevița                         | | Sec. XVI                                    |                       | Raportează eroare |
| SV-II-m-A-05651.03                                  | Paraclis                                                                                      | sat Sucevița; comuna Sucevița                         | | 1583-1586                                   |                       | Raportează eroare |
| SV-II-m-A-05651.04                                  | Turnuri de NE și NV                                                                           | sat Sucevița; comuna Sucevița                         | | Sec. XVI-XVII                               | Alte imagini          | Raportează eroare |
| SV-II-m-A-05651.05                                  | Zid de incintă                                                                                | sat Sucevița; comuna Sucevița                         | | Sec. XVI-XVII                               |                       | Raportează eroare |
| SV-II-m-B-05652                                     | Biserica de lemn „Sf. Voievozi”                                                               | sat Șerbănești; comuna Zvoriștea                      | 47.81027°N 26.31888°E | Sec. XVIII                                  | Alte imagini          | Raportează eroare |
| SV-II-m-B-05653                                     | Biserica de lemn „Sf. Arhangheli”                                                             | sat Todirești; comuna Todirești                       | 47.70361°N 26.06722°E | Sec. XVIII                                  | Alte imagini          | Raportează eroare |
| SV-II-a-B-05654                                     | Ansamblul bisericii „Înălțarea Domnului”                                                      | sat Vama; comuna Vama                                 | Reamplasat în incinta Muzeului Satului Bucovinean, Suceava 47.64222°N 26.27166°E                                           | mijl. sec. XVIII                            | Alte imagini          | Raportează eroare |
| SV-II-m-B-05654.01                                  | Biserica de lemn „Înălțarea Domnului”                                                         | sat Vama; comuna Vama                                 | Reamplasată în incinta Muzeului Satului Bucovinean, Suceava                                                                | 1787                                        |                       | Raportează eroare |
| SV-II-m-B-05654.02                                  | Clopotniță                                                                                    | sat Vama; comuna Vama                                 | Reamplasată în incinta Muzeului Satului Bucovinean, Suceava                                                                | 1787                                        |                       | Raportează eroare |
| SV-II-m-B-05655                                     | Biserica de lemn „Sf. Nicolae”                                                                | sat Vama; comuna Vama                                 | 47.55611°N 25.675°E | Sec. XVIII                                  | Alte imagini          | Raportează eroare |
| SV-II-m-B-05656                                     | Piua de sumane a lui Ilișoi                                                                   | sat Vama; comuna Vama                                 | | 1902                                        | Încarcă foto \| video | Raportează eroare |
| SV-II-m-A-05658                                     | Clădirea Izvorului „Santinela”                                                                | municipiul Vatra Dornei                               | În parcul orășenesc | 1896                                        | Alte imagini          | Raportează eroare |
| SV-II-m-B-05659                                     | Gara Băi                                                                                      | municipiul Vatra Dornei                               | Str. Dornelor 7 47.34632°N 25.3561°E                                                                                       | 1910                                        |                       | Raportează eroare |
| SV-II-m-B-05661                                     | Casa Vladimir, azi Întreprinderea Minieră Vatra Dornei                                        | municipiul Vatra Dornei                               | Str. Eminescu Mihai 1 | sf. sec. XIX                                | Alte imagini          | Raportează eroare |
| SV-II-m-B-05665                                     | Hotel                                                                                         | municipiul Vatra Dornei                               | Str. Eminescu Mihai 15 | 1896                                        | Încarcă foto \| video | Raportează eroare |
| SV-II-m-B-05662                                     | Primărie                                                                                      | municipiul Vatra Dornei                               | Str. Eminescu Mihai 17 47.34753°N 25.35539°E                                                                               | 1897                                        | Alte imagini          | Raportează eroare |
| SV-II-m-B-05663                                     | Poștă                                                                                         | municipiul Vatra Dornei                               | Str. Eminescu Mihai 24 | 1929                                        | Încarcă foto \| video | Raportează eroare |
| SV-II-s-B-05664                                     | Zona veche comercială a orașului                                                              | municipiul Vatra Dornei                               | Str. Eminescu Mihai 28-34, 23-31                                                                                           | Sec. XIX                                    |                       | Raportează eroare |
| SV-II-m-B-05666                                     | Biblioteca orășenească                                                                        | municipiul Vatra Dornei                               | Str. Eminescu Mihai 56 | 1901                                        |                       | Raportează eroare |
| SV-II-s-B-05667                                     | Zona veche comercială a orașului                                                              | municipiul Vatra Dornei                               | Str. Luceafărului 1-13, 4-14                                                                                               | Sec. XVIII                                  |                       | Raportează eroare |
| SV-II-m-B-05657                                     | Casa de lemn Aurora Negrea                                                                    | municipiul Vatra Dornei                               | str. Parcului 2 | prima jum. a sec. XIX                       | Încarcă foto \| video | Raportează eroare |
| SV-II-m-B-05660                                     | Gară                                                                                          | municipiul Vatra Dornei                               | Str. Podu Verde 17 47.35°N 25.36°E                                                                                         | 1902                                        |                       | Raportează eroare |
| SV-II-m-B-05668                                     | Clădirea băilor                                                                               | municipiul Vatra Dornei                               | Str. Republicii 1 | 1898                                        | Încarcă foto \| video | Raportează eroare |
| SV-II-m-B-05669                                     | Clădirea Izvorului „Unirea”                                                                   | municipiul Vatra Dornei                               | Str. Republicii 3 | 1896                                        | Alte imagini          | Raportează eroare |
| SV-II-m-A-05670                                     | Cazinoul Băilor                                                                               | municipiul Vatra Dornei                               | Str. Republicii 5 47.34506°N 25.35491°E                                                                                    | 1898                                        | Alte imagini          | Raportează eroare |
| SV-II-m-B-05671                                     | Hotel Carol (Fosta Vila 1)                                                                    | municipiul Vatra Dornei                               | Str. Republicii 5A | 1896                                        | Alte imagini          | Raportează eroare |
| SV-II-m-A-05672                                     | Ruinele bisericii „Buna Vestire”                                                              | sat Vatra Moldoviței; comuna Vatra Moldoviței         | La 300 m de mănăstire | Sec. XV                                     | Încarcă foto \| video | Raportează eroare |
| SV-II-a-A-05673                                     | Mănăstirea Moldovița                                                                          | sat Vatra Moldoviței; comuna Vatra Moldoviței         | 47.65683°N 25.57128°E | Sec. XVI-XVII                               | Alte imagini          | Raportează eroare |
| SV-II-m-A-05673.01                                  | Biserica „Buna Vestire”                                                                       | sat Vatra Moldoviței; comuna Vatra Moldoviței         | | 1532                                        | Alte imagini          | Raportează eroare |
| SV-II-m-A-05673.02                                  | Paraclisul de iarnă                                                                           | sat Vatra Moldoviței; comuna Vatra Moldoviței         | | Sec. XIX                                    | Încarcă foto \| video | Raportează eroare |
| SV-II-m-A-05673.03                                  | Clisiarniță                                                                                   | sat Vatra Moldoviței; comuna Vatra Moldoviței         | | 1610-1612                                   |                       | Raportează eroare |
| SV-II-m-A-05673.04                                  | Chilii sud                                                                                    | sat Vatra Moldoviței; comuna Vatra Moldoviței         | | Sec. XIX-XX                                 |                       | Raportează eroare |
| SV-II-m-A-05673.05                                  | Zid de incintă cu turn de colț                                                                | sat Vatra Moldoviței; comuna Vatra Moldoviței         | | Sec. XVI-XVII                               |                       | Raportează eroare |
| SV-II-m-A-05673.06                                  | Turn clopotniță de intrare                                                                    | sat Vatra Moldoviței; comuna Vatra Moldoviței         | | Sec. XVI-XVII                               | Alte imagini          | Raportează eroare |
| SV-II-m-A-05674                                     | Biserica „Înălțarea Sf. Cruci”                                                                | sat Volovăț; comuna Volovăț                           | | 1500                                        | Alte imagini          | Raportează eroare |
| SV-II-a-A-05675 (RAN: 146600.01)                    | Mănăstirea Voroneț                                                                            | localitatea Voroneț; oraș Gura Humorului              | În cartierul Voroneț 47.54281°N 25.88928°E                                                                                 | Sec. XV-XVIII                               | Alte imagini          | Raportează eroare |
| SV-II-m-A-05675.01                                  | Biserica „Sf. Gheorghe”                                                                       | localitatea Voroneț; oraș Gura Humorului              | În cartierul Voroneț 47.54281°N 25.88928°E                                                                                 | 1488, pridvor 1547                          | Alte imagini          | Raportează eroare |
| SV-II-m-A-05675.02                                  | Ruine chilii                                                                                  | localitatea Voroneț; oraș Gura Humorului              | În cartierul Voroneț | Sec. XV-XVIII                               | Încarcă foto \| video | Raportează eroare |
| SV-II-m-A-05675.03                                  | Clopotniță                                                                                    | localitatea Voroneț; oraș Gura Humorului              | În cartierul Voroneț 47.54281°N 25.88928°E                                                                                 | 1488                                        | Alte imagini          | Raportează eroare |
| SV-II-m-A-05675.04                                  | Zid de incintă                                                                                | localitatea Voroneț; oraș Gura Humorului              | În cartierul Voroneț | Sec. XV-XVIII                               | Încarcă foto \| video | Raportează eroare |
| SV-II-a-B-05676 (RAN: 150347.01)                    | Ansamblul bisericii „Sf. Dumitru”                                                             | sat Zaharești; comuna Stroiești                       | | Sec. XVI-XVIII                              | Alte imagini          | Raportează eroare |
| SV-II-m-B-05676.01 (RAN: 150347.01.01)              | Biserica „Sf. Dumitru”                                                                        | sat Zaharești; comuna Stroiești                       | | 1542                                        |                       | Raportează eroare |
| SV-II-m-B-05676.02 (RAN: 150347.01.02)              | Zvoniță                                                                                       | sat Zaharești; comuna Stroiești                       | | Sec. XVIII                                  |                       | Raportează eroare |
| SV-II-m-B-05677                                     | Biserica „Adormirea Maicii Domnului”                                                          | sat Zvoriștea; comuna Zvoriștea                       | | 1782                                        | Alte imagini          | Raportează eroare |
| SV-III-m-B-05678                                    | Casa Popovici                                                                                 | sat Ciprian Porumbescu; comuna Ciprian Porumbescu     | | sf. sec. XIX                                | Încarcă foto \| video | Raportează eroare |
| SV-III-m-B-05679                                    | Casa lui Ciprian Porumbescu                                                                   | sat Ciprian Porumbescu; comuna Ciprian Porumbescu     | | sf. sec. XIX                                | Alte imagini          | Raportează eroare |
| SV-III-m-B-05680                                    | Casa lui Ion Creangă                                                                          | municipiul Fălticeni                                  | Str. Creangă Ion 30 | prima jum. a sec. XIX                       | Încarcă foto \| video | Raportează eroare |
| SV-III-m-B-05681                                    | Casa lui Mihail Sadoveanu                                                                     | municipiul Fălticeni                                  | Str. Creangă Ion 68 47.46623°N 26.28709°E                                                                                  | 1908                                        |                       | Raportează eroare |
| SV-III-m-B-05682                                    | Casa lui Ion Dragoslav                                                                        | municipiul Fălticeni                                  | Str. Dragoslav Ion 45 | sf. sec. XIX                                | Încarcă foto \| video | Raportează eroare |
| SV-III-m-B-05683                                    | Casa Gane-Gorovei                                                                             | municipiul Fălticeni                                  | Str. Republicii 15 | sf. sec. XIX                                |                       | Raportează eroare |
| SV-III-m-B-05684                                    | Casa lui Eugen Lovinescu                                                                      | municipiul Fălticeni                                  | Str. Sucevei 93bis 47.46531°N 26.29968°E                                                                                   | 1850                                        |                       | Raportează eroare |
| SV-III-m-B-05685                                    | Casa lui Nicolae Labiș                                                                        | sat Mălini; comuna Mălini                             | 47.45024°N 26.08402°E | înc. sec. XX                                |                       | Raportează eroare |
| SV-III-m-B-05686                                    | Casa lui Matei Millo                                                                          | sat Spătărești; comuna Fântâna Mare                   | | mijl. sec. XVIII                            | Încarcă foto \| video | Raportează eroare |
| SV-III-m-B-05687                                    | Casa lui Eusebiu Camilar                                                                      | sat Udești; comuna Udești                             | | sf. sec. XIX                                | Alte imagini          | Raportează eroare |
| SV-IV-m-B-05688                                     | Cripta-cavou a familiei dr. Otto Binder                                                       | municipiul Suceava                                    | În cimitirul orașului | 1914                                        | Încarcă foto \| video | Raportează eroare |
| SV-IV-m-B-05689                                     | Monumentul lui Ștefan cel Mare                                                                | municipiul Suceava                                    | În parcul Cetății de Scaun 47.6433°N 26.26968°E                                                                            | 1975                                        |                       | Raportează eroare |
| SV-IV-m-B-05690                                     | Mormântul logofătului George Cantacuzino                                                      | municipiul Suceava                                    | În cimitirul orașului | 1812                                        |                       | Raportează eroare |
| SV-IV-m-B-05691                                     | Mormântul lui Simion Florea Marian                                                            | municipiul Suceava                                    | În cimitirul orașului | 1907                                        |                       | Raportează eroare |
| SV-IV-m-B-05692                                     | Cripta-cavou a familiei Rodzina Sessuski Hasenorzow                                           | municipiul Suceava                                    | În cimitirul orașului | 1834                                        |                       | Raportează eroare |
| SV-IV-m-B-05693                                     | Mormântul lui Grigore Vindereu (1830-1888)                                                    | municipiul Suceava                                    | În cimitirul orașului | 1826                                        |                       | Raportează eroare |
| SV-IV-s-B-05694                                     | Muzeul Satului Bucovinean                                                                     | municipiul Suceava                                    | În Parcul Cetății de Scaun a Sucevei 47.643°N 26.2715°E                                                                    | Sec. XIX                                    | Alte imagini          | Raportează eroare |
| SV-IV-m-B-05695                                     | Statuia lui Petru al II-lea Mușat                                                             | municipiul Suceava                                    | Str. Ștefan cel Mare, lângă Palatul Administrativ                                                                          | 1976 Paul Vasilescu (sculptor)              |                       | Raportează eroare |
| SV-IV-m-B-05696                                     | Casa folcloristului Simion Florea                                                             | municipiul Suceava                                    | Aleea Simion Florea Marian 4 47.64511°N 26.25505°E                                                                         | înc. sec. XIX                               | Alte imagini          | Raportează eroare |
| SV-IV-m-B-05697                                     | Mormântul lui Ciprian Porumbescu                                                              | sat Ciprian Porumbescu; comuna Ciprian Porumbescu     | În cimitir | 1883                                        |                       | Raportează eroare |
| SV-IV-m-B-05698                                     | Statuia lui Ciprian Porumbescu                                                                | sat Ciprian Porumbescu; comuna Ciprian Porumbescu     | În parcul muzeului | 1985                                        | Încarcă foto \| video | Raportează eroare |
| SV-IV-m-B-05701                                     | Statuia Grănicerilor                                                                          | municipiul Fălticeni                                  | Str. 2 Grăniceri f.n. 47.46258°N 26.29668°E                                                                                | 1922                                        |                       | Raportează eroare |
| SV-IV-m-B-05699                                     | Statuia lui Mihail Sadoveanu                                                                  | municipiul Fălticeni                                  | Piața 22 decembrie 1989 f.n. 47.46378°N 26.29791°E                                                                         | 1977 Ion Irimescu (sculptor)                |                       | Raportează eroare |
| SV-IV-m-B-05700                                     | Bustul dr. Gabriel Tatos                                                                      | municipiul Fălticeni                                  | Str. Eminescu Mihai f.n. 47.46124°N 26.29534°E                                                                             | 1938                                        |                       | Raportează eroare |
| SV-IV-m-B-05702                                     | Bustul maiorului Ion Neculai                                                                  | municipiul Fălticeni                                  | Str. Republicii f.n., lângă Primărie                                                                                       | 1922                                        |                       | Raportează eroare |
| SV-IV-m-B-05703                                     | Bustul lui Nicu Gane                                                                          | municipiul Fălticeni                                  | Str. Sucevei f.n., în fața liceului „Nicu Gane”                                                                            | 1969                                        |                       | Raportează eroare |
| SV-IV-s-B-05704                                     | Cimitir evreiesc                                                                              | oraș Gura Humorului                                   | La marginea de N a orașului la cca. 700 m de gară 47.56656°N 25.8845°E                                                     | Sec. XVIII                                  | Alte imagini          | Raportează eroare |
| SV-IV-m-B-05705                                     | Monumentul eroilor din Primul Război Mondial                                                  | oraș Liteni                                           | În zona centrală 47.52037°N 26.52726°E                                                                                     | 1919                                        |                       | Raportează eroare |
| SV-IV-m-B-05706                                     | Bustul lui Mihai Eminescu                                                                     | sat Putna; comuna Putna                               | În incinta Mănăstirii Putna                                                                                                | 1926                                        | Încarcă foto \| video | Raportează eroare |
| SV-IV-m-B-05707                                     | Mormântul poetului Mihai Horodnic                                                             | municipiul Rădăuți                                    | În cimitirul orașului | prima jum. a sec. XIX                       | Încarcă foto \| video | Raportează eroare |
| SV-IV-m-B-05708                                     | Mormântul lui Samuil și al Eugeniei Ioneț                                                     | municipiul Rădăuți                                    | În cimitirul orașului | prima jum. a sec. XIX                       | Încarcă foto \| video | Raportează eroare |
| SV-IV-m-B-05709                                     | Mormântul lui Rudolf Neubauer                                                                 | municipiul Rădăuți                                    | În cimitirul orașului | prima jum. a sec. XIX                       | Încarcă foto \| video | Raportează eroare |
| SV-IV-m-B-05710                                     | Mormântul lui August Nibio                                                                    | municipiul Rădăuți                                    | În cimitirul orașului | prima jum. a sec. XIX                       | Încarcă foto \| video | Raportează eroare |
| SV-IV-m-B-05711                                     | Mormântul lui Vasile Niculescu                                                                | municipiul Rădăuți                                    | În cimitirul orașului | prima jum. a sec. XIX                       | Încarcă foto \| video | Raportează eroare |
| SV-IV-m-B-05712                                     | Monumentul eroilor din Primul Război Mondial                                                  | municipiul Rădăuți                                    | Str. Bogdan Vodă f.n. | 1920                                        |                       | Raportează eroare |
| SV-IV-m-B-05713                                     | Bustul lui Eudoxiu Hurmuzachi                                                                 | municipiul Rădăuți                                    | Calea Bucovinei 5 | 1972                                        | Încarcă foto \| video | Raportează eroare |
| SV-IV-m-B-05714                                     | Statuia „Moldova”                                                                             | sat Rotopănești; comuna Horodniceni                   | În curtea bisericii | 1856                                        | Alte imagini          | Raportează eroare |
| SV-IV-s-B-05715                                     | Cimitir evreiesc                                                                              | oraș Siret                                            | „Dealul Horodiște” 47.95115°N 26.07329°E                                                                                   | Sec. XVIII                                  | Încarcă foto \| video | Raportează eroare |
| SV-IV-m-B-05716                                     | Stâlpul lui Vodă                                                                              | sat Vama; comuna Vama                                 | În curtea școlii | 1716                                        | Alte imagini          | Raportează eroare |
| SV-IV-m-B-05717                                     | Grup statuar : Eminescu, Caragiale, Sadoveanu, Enescu, Porumbescu, Kogălniceanu, Negri, Russo | municipiul Vatra Dornei                               | În parcul stațiunii balneare                                                                                               | 1964-2000                                   |                       | Raportează eroare |